# Maybach
Maybach (Майбах) — з 1909 року німецький виробник автомобілів. Штаб-квартира розташована в Штутгарті. У 1960 році компанію купує фірма Daimler-Benz AG. У 2012 році компанія припинила виробництво автомобілів.

## Історія

### Вільгельм Майбах

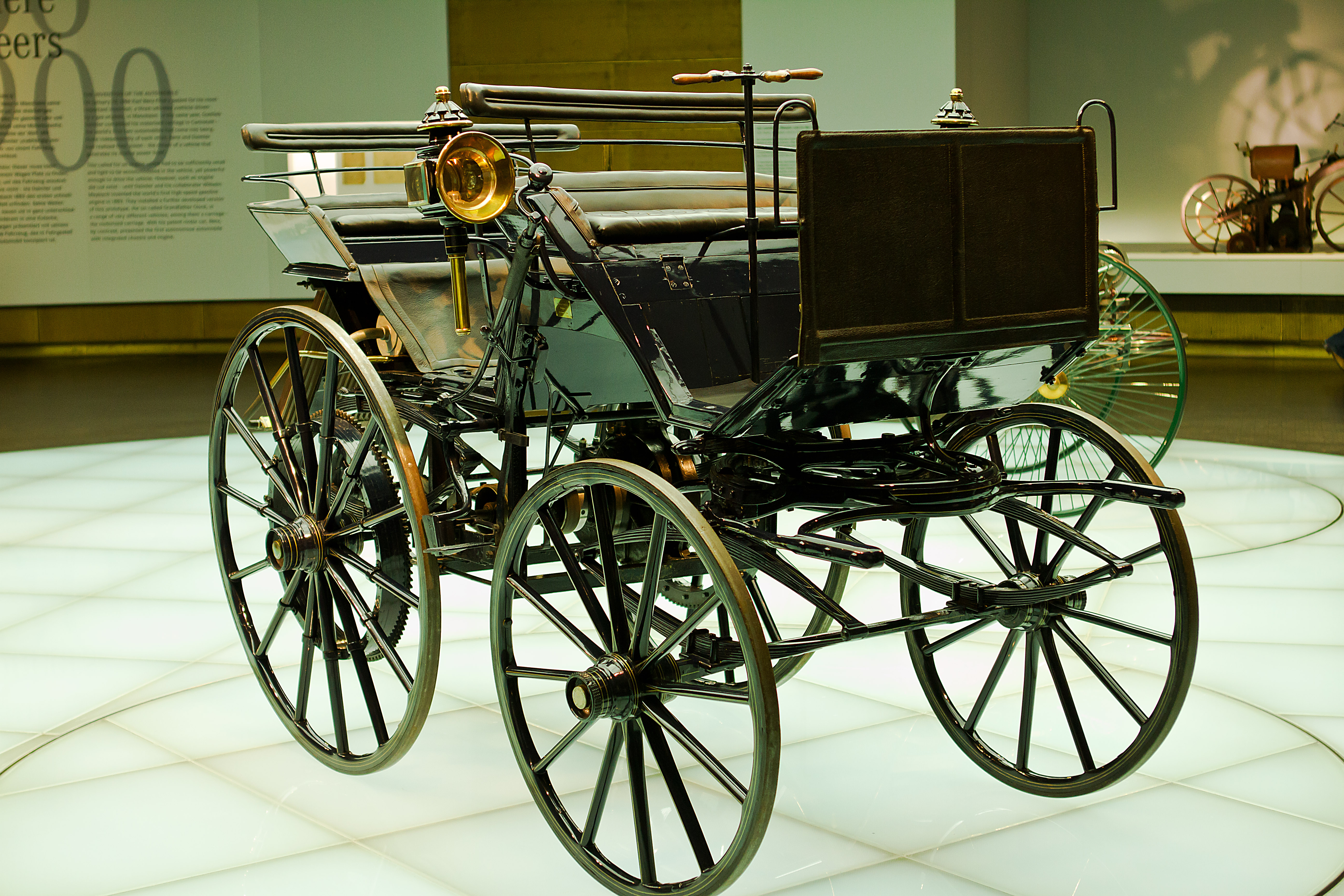
Motorkutsche

Вільгельм Майбах народився в 1846, він був другим з 5-ти синів тесляра. Коли йому було 8, померла його мати, а ще через 2 роки — і батько. Вільгельм разом з братами потрапив в комуну «Verrein zum Bruderhaus» («Товариство братства»), яку очолював колишній вікарій Густав Вернер.

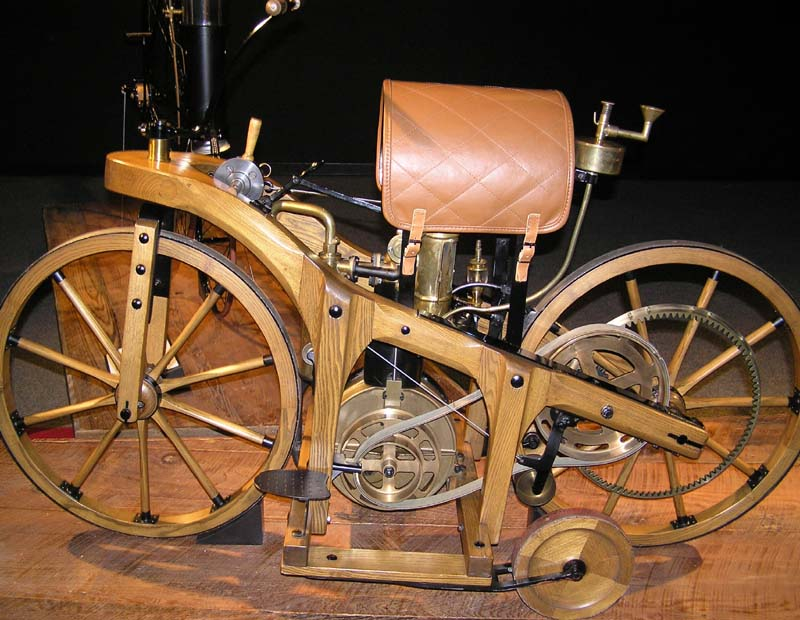
Reitwagen

У цій комуні було підприємство — Bruderhaus Maschinenfabrik, в якому сироти навчалися інженерному мистецтву, проте справи йшли не дуже успішно (у фінансовому плані). І в 1863 на підприємство прибув 29-річний Готтліб Даймлер, який повинен був реорганізувати підприємство, щоб воно стало приносити прибуток. Витративши 6 років життя на цю суміш капіталізму і соціалізму, Даймлер махнув рукою на цю справу і покинув цю фабрику, зробивши вибір на користь фірми Maschinenbau Gesellschaft Karlsruhe, він покликав з собою молодого талановитого Майбаха, з яким познайомився в 1865 році, Майбах якраз в цей час навчався креслярській науці. 1872 року Даймлер і Майбах переходять працювати у фірму Deutz Gasmotorenfabrik AG, в якій вже працює Ніколаус Аугуст Отто. Отто працював над ідеєю 4-тактного двигуна внутрішнього згоряння, однак, подивившись його креслення, Майбах знайшов помилки і виправив їх, в принципі втіливши в життя цей проєкт. Ми не знайдемо імені Майбаха в патенті № DRP532 за 1876 рік, там значиться тільки ім'я Отто.
У 1882 Готтліб Даймлер, у якого були дуже напружені стосунки з Отто, йде з фірми, слідом за ним йде його «прийомний син» Майбах. Даймлер пропонує Майбаху, що знаходиться в глибокій депресії, розробити разом легкий високооборотний двигун. За договором розробкою займався Вільгельм, а керував проєктом Даймлер. Через рік був готовий перший зразок, який розвивав небачені 600 об/хв, він був запатентований в 1885 році, в тому ж році Майбах патентує «Суперчарджер» (або компресор). Також в 1885 (в листопаді) з'явився перший мотоцикл з дерев'яною рамою «Reitwagen».
Мотоцикл мав 2-швидкісну коробку передач і міг розвивати 12 км/год. За кермом сидів перший байкер у світі — Вільгельм Майбах.
Навесні 1886 Готтліб Даймлер замовляє екіпаж типу «American» у каретної фірми Wimph & Sohn, парочка встановлює на нього двигун внутрішнього згоряння, але не встигають стати піонерами, оскільки їх всього на кілька місяців випереджає інший талановитий німець, якого всі знають — Карл Бенц, головна відмінність була у кількості коліс у екіпажа, у Бенца був 3-колісний авто.
У 1889 виготовляється V2 мотор з розвалом циліндрів в 17 градусів, об'ємом в 600 кубів, він розвивав 1.5 к.с.. Майбах встановлює два таких мотори на квадроцикли, які виставляються на Паризькій виставці, де ця техніка робить фурор.

Тільки у Франції за рік за ліцензією випускають понад 200 моторів, Арманд Пежо і фірма «Панар ет Лавассор» почали масово випускати свої екіпажі з моторами за ліцензією Даймлера.

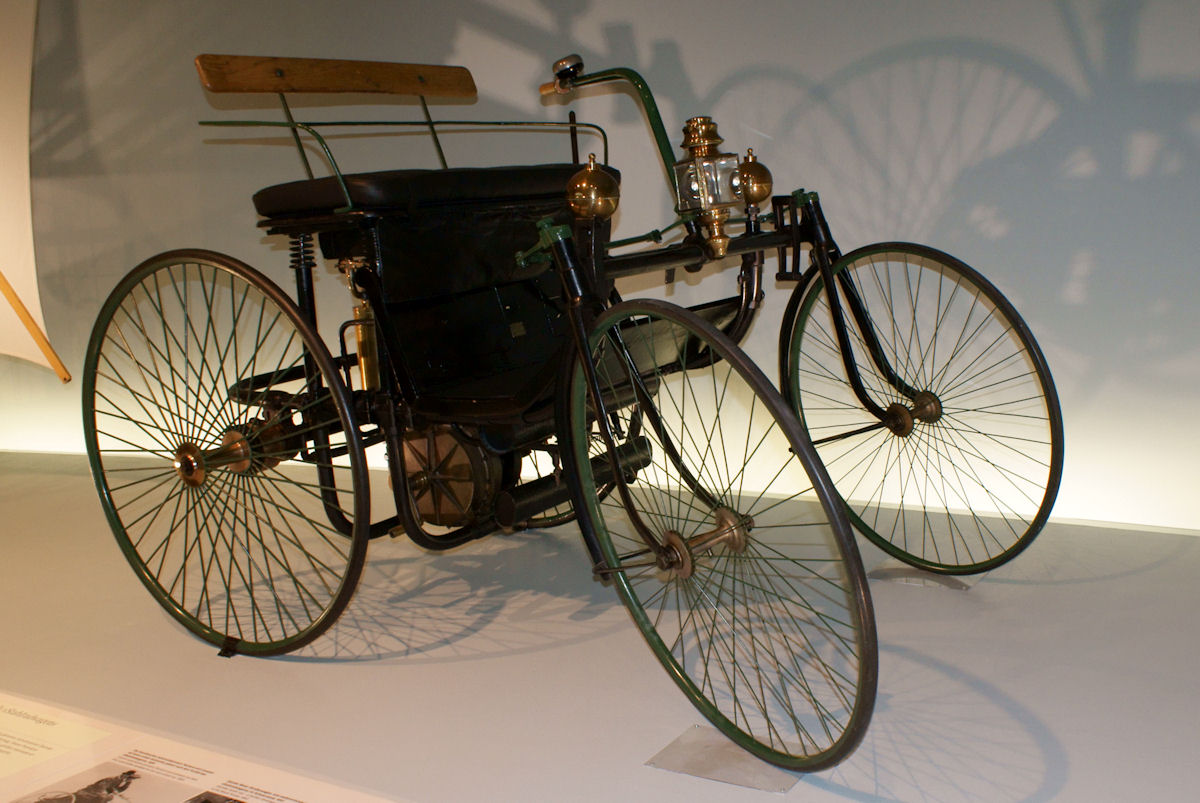
Daimler Stahlradwagen

28 листопада 1890 КБ, в якому працювало вже 23 співробітника, було реорганізовано у компанію Daimler-Motoren-Gesellschaft, головними акціонерами та фінансистами стали зброярі: виробник пороху — Макс Дуттенхофер і виробник патронів для цього пороху — Вільгельм Лоренц. Однак Майбах не отримує місце головного інженера, а лише місце менеджера з продажу патентів, що належали Даймлеру, не дивлячись на те, що це були винаходи Майбаха. 1891 року Майбах йде з компанії, оскільки на його місце ставлять Густава Візохера.
Майбах починає сам проєктувати і патентувати винаходи, проте його фінансово підтримує його покровитель — Готтліб Даймлер. 1892 року компанію «Daimler-Motoren-Gesellschaft» покидає і сам Даймлер, оскільки його інтереси розходяться з фінансистами. Даймлер і Майбах починають разом працювати над новими проєктами, при цьому Даймлер знімає цілий цех для їх експериментів, які не проходять даром. Вони разом розробляють двигун серії «Фенікс», конструкцію вантажівок і легкових автомобілів, стільниковий радіатор, 2-жиклерний карбюратор і т. д., однак патентується все це тепер від імені Майбаха.
У 1895 Готтліб Даймлер йде на примирення з босами фірми, він обіцяє повернутися за умови, що місце головного інженера візьме Майбах. 8 травня вони повертаються в компанію. Незабаром Майбах на прохання одного багатого клієнта фірми — Єлінека, підданого Австро-Угорщини, який живе в Ніцці, допрацьовує для нього модель Daimler Model N, форсувавши мотор з 6-ти сил до 7.5 к.с..

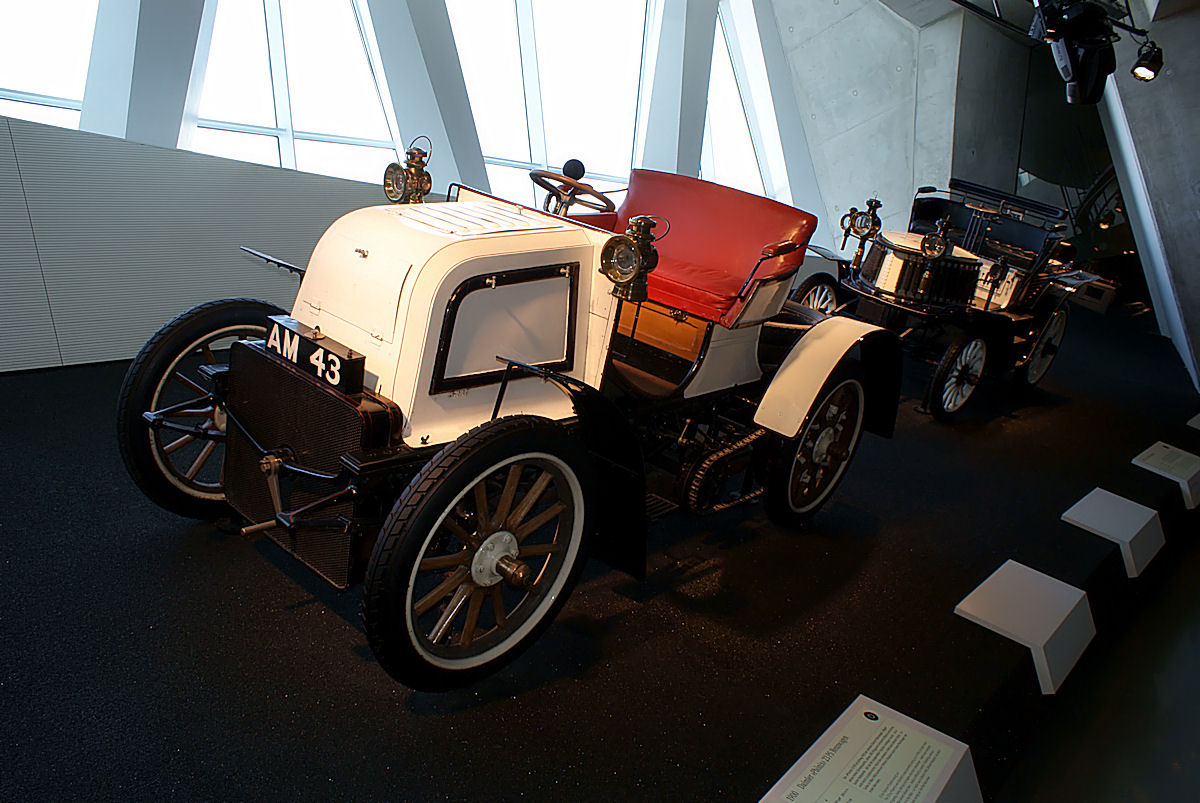
Daimler 23PS

Однак і цього було мало любителю швидкості, тоді Майбах проєктує в 1899 році 23-сильний 4-циліндровий автомобіль з переднім розташуванням двигуна.
Єлінек залишився дуже задоволеним, він запропонував Майбаху відкрити свою справу в Парижі на гроші Вандербільда і Ротшильда. Він пропонував укласти з ним 10-річний контракт і гарантував 100 000 франків щорічної платні плюс дохід з прибутку, проте, не дивлячись ні на які вмовляння, Майбах відмовився покидати своє нажите місце, і Німеччину в тому числі.

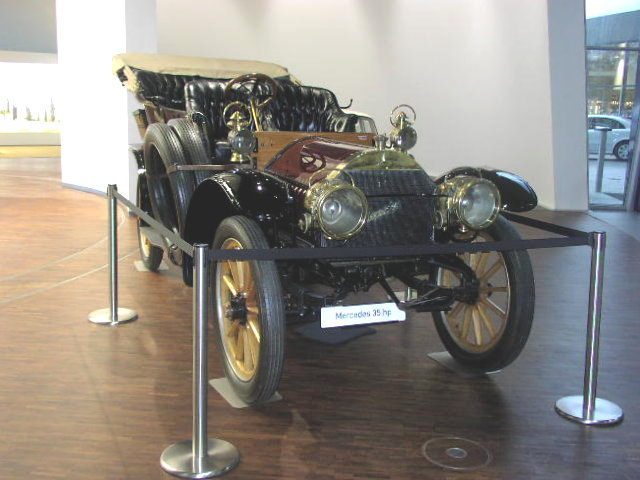
Mercedes 35PS

Незабаром Майбаху судилося пережити удари долі — 6 березня 1900 року помирає його давній покровитель, Готтліб Даймлер, а ще через 2 тижні його друг Вільгельм Бауер, не впоравшись з керуванням 23-сильної машини, врізається у скелю під час гонок з підйому на пагорб — La Turbie, і гине. 2 квітня 1900 року Єлінек укладає контракт з фірмою, що стає головним збувальником продукції. Він наполягає на тому, щоб Майбах сконструював безпечнішу машину, ніж «Daimler Phönix», на якому розбився Бауер. 1901 року з'являється низький і довгий автомобіль, який отримав назву «Mercedes 35 PS» на ім'я дочки головного дилера фірми — Еміля Єлkінека.
Цей автомобіль завойовує перше місце в перегонах По, які проходять у Франції, і Майбаха з цього моменту стали називати «Король конструкторів».
У 1903 помирає голова фірми — Дуттенхофер, і головою стає Лоренц, з яким у Майбаха були дуже погані відносини, через нього він і залишав фірму 12 років тому. Не дивлячись на конфлікти, тим не менш, Майбах будує чудові 4-циліндрові автомобілі Mercedes 90PS в 1903-1904 роках, а в 1906 році — і перший 6-циліндровий автомобіль фірми — 75PS. Терпіння Майбаха скінчилося 1 квітня 1907 року, він залишає фірму, якій присвятив майже 25 років життя.
Всі очікували, що Майбах відкриє свою фірму з виробництва автомобілів, проте в 1908 році Вільгельм Майбах пропонує допомогу своєму старому другу — графу Фердинанду фон Цепеліну, той тільки заснував компанію Luftschiffbau Zeppelin GmbH, з виробництва дирижаблів, а тут його дирижабль LZ-4 зазнав аварії через неполадки двигуна. Майбах починає конструювати двигуни для «Цепелінів».

### Заснування компанії
23 березня 1909 року граф вирішує створити дочірнє підприємство своєї компанії, яка б займалася конкретно двигунами, так з'являється фірма Luftfahrzeug-Motorenbau GmbH, однак технічним директором стає не Вільгельм Майбах, а його 30-річний син — Карл Майбах, сам Вільгельм, не дивлячись на свій вік, був головним конструктором фірми.
Карл був не менш обдарованим, ніж його батько. Після університету він проходив практику у фірмі Daimler-Motoren-Gesellschaft, потім перейшов в Maschinenfabrik Esslingen, згодом — в берлінську Loewe & Co. Згодом він вирішив зайнятися своєю освітою, і спочатку навчався в Оксфорді, потім — у французькій Лозанні. 1906 року він почав працювати конструктором у Франції, в Société d'Atelier de Construction.
У 1912 фірма переїжджає з Біссінгену в Фрідріхсгафен, попутно змінюється назва фірми на Motorenbau GmbH, по 20 відсотків підприємства належало батькові і синові. Фірма поставляла потужні двигуни дирижаблям і катерам німецької армії, коли почалася Перша світова війна, то підприємство запрацювало повним ходом, не справляючись із замовленнями, ліцензії на авіаційні двигуни були передані і фірмі BMW.

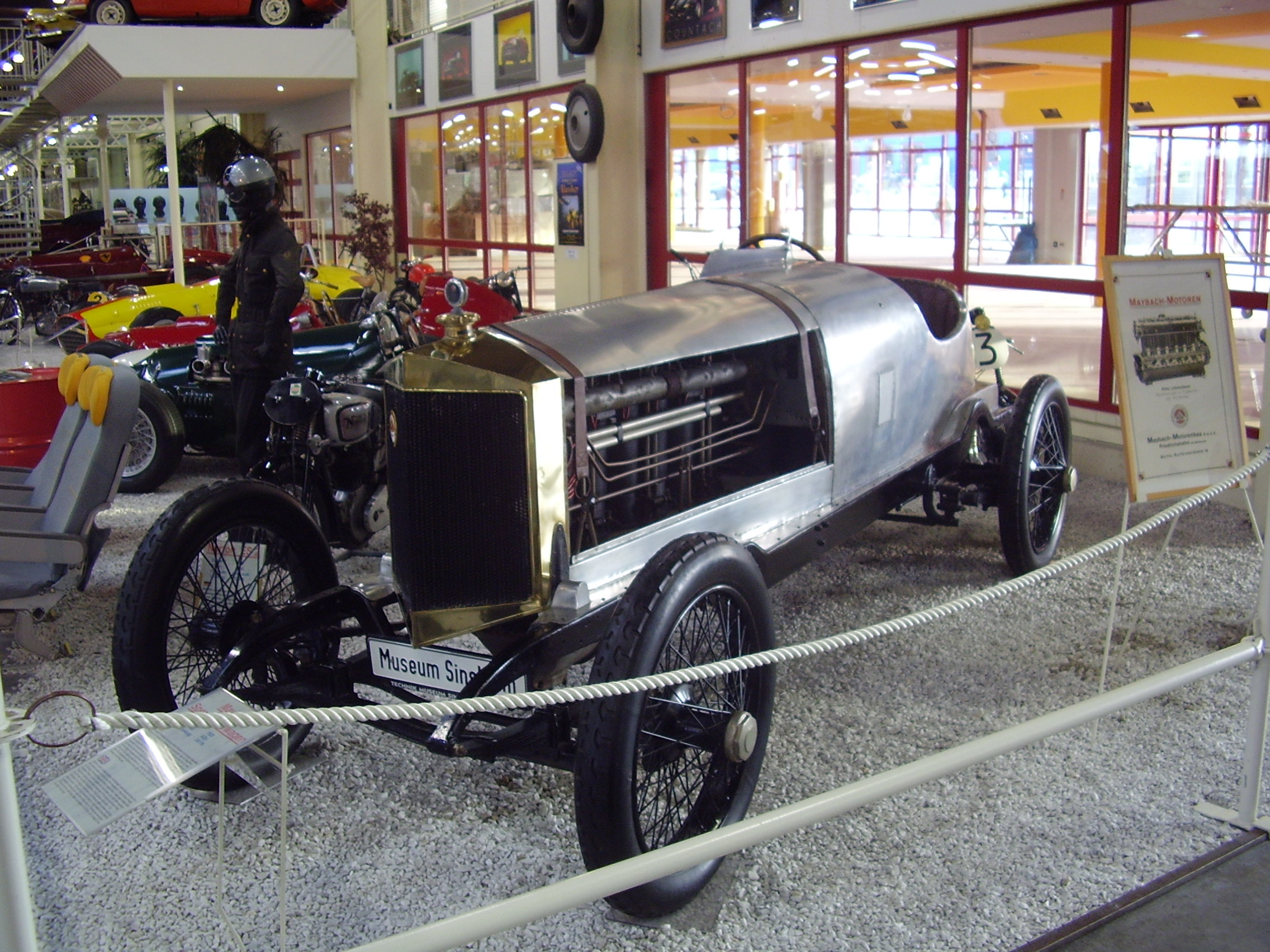
Maybach Zpezial Rennwagen

Болюче вдарило по фірмі укладення Версальського мирного договору між воюючими країнами. За ним Німеччині заборонялося виробляти військову продукцію, а відповідно фірма позбулася своїх основних замовлень. У травні 1918 року фірма була перейменована в Maybach-Motorenbau GmbH, тепер Карл очолює фірму, і шукає шляхи порятунку компанії. Він починає проєктувати дизельні двигуни для поїздів. Авіаційні мотори, що залишилися незатребуваними, стали встановлювати на шасі автомобілів, як, наприклад, спеціально побудований 23-літровий автомобіль для встановлення рекорду швидкості, який був встановлений в 1912 році, проте так і не був побитий, оскільки ця машина після 160 км/год ставала просто некерованою, так що швидше ці машини можна порівняти з дрегстерами, ніж з автомобілями, які ставлять рекорди по максимальній швидкості.

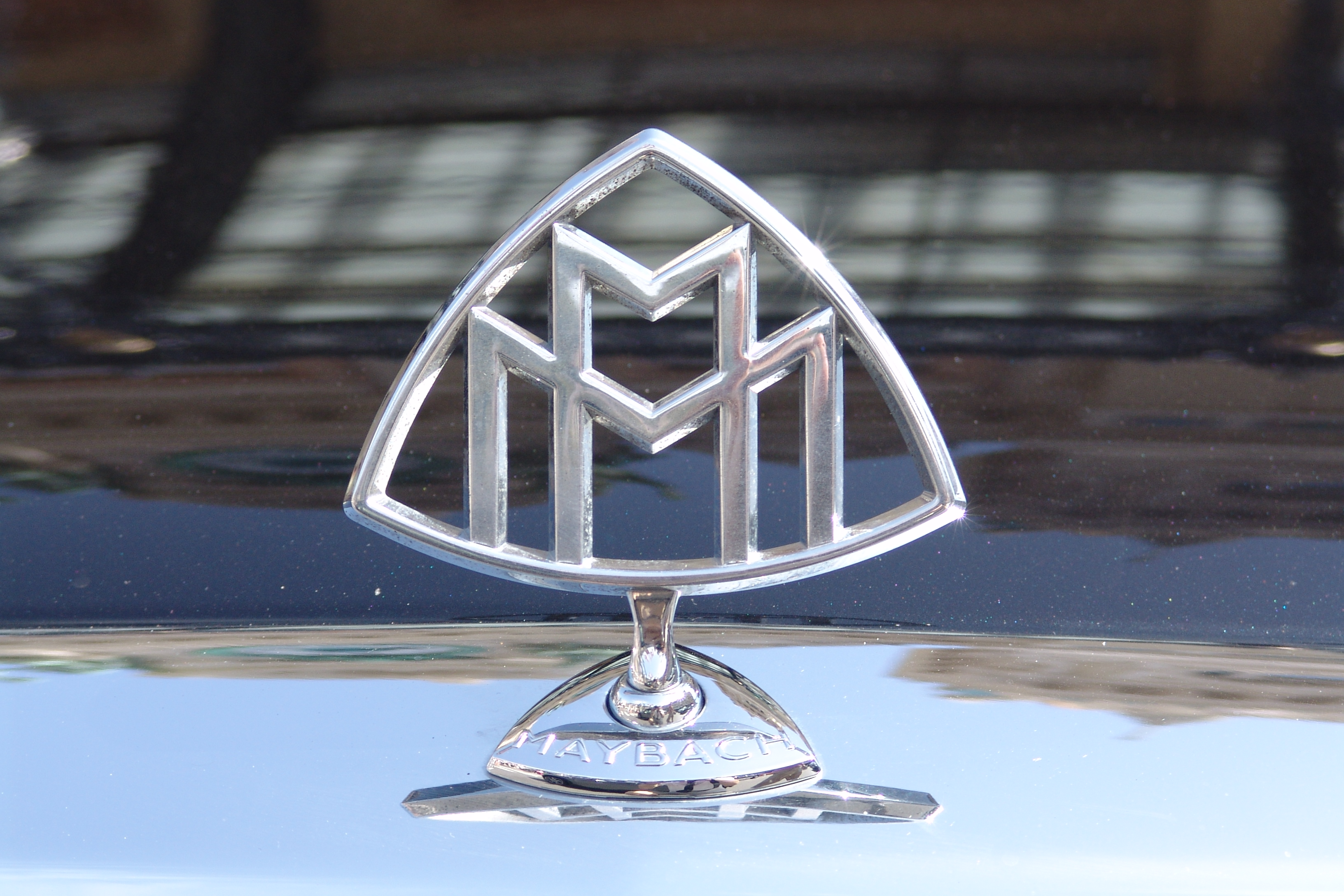
Логотип Maybach

Однак у Карла в голові крутяться думки і про серійні автомобілі. 1919 року він будує експериментальний автомобіль на шасі фірми «Daimler GmbH», на машину встановлюють 6-циліндровий двигун, який складався з 3-х блоків по 2 циліндри, він розвивав 46 сил. Машина отримала назву W1 Testwagen. Вважається, що машина отримала індекс «W» в честь імені Вільгельма Майбаха, який вже відійшов від справ, але ще давав іноді консультації своєму синові.
Цей автомобіль був виготовлений в єдиному екземплярі, і служив ходовим прототипом.
У 1920 Карл конструює 6-циліндровий 5.7 л мотор з двома свічками запалювання, мотор розвивав 72 к.с. і призначався для поставок голландській фірмі Trompenburg, яка випускає автомобілі марки Spyker. Однак голландці планували закупити спочатку 1000 моторів серії W2, проте викупили за різними джерелами всього від 150 до 225 моторів.

### Початок виробництва автомобілів
Тоді, щоб покращити стан справ, Карл йде на наступний крок — він вирішує виробляти власні автомобілі. У вересні 1921 року на Берлінському автошоу показали передсерійний Maybach W3 22/70PS. До Карла підходили злостивці і запитували, чи не планує фірма випадково виробляти народні автомобілі, на що Карл відповідав, що ні, фірма планує продавати найдорожчі автомобілі на ринку.
І машина дійсно дивувала відвідувачів. Карл Майбах вважав, що джентльменові або леді не варто знімати руки з керма під час їзди на автомобілі, і з цього всі необхідні функції приводилися в дію ногами: стартер заводив машину з педалі на підлозі, коробка передач була 2-ступінчастою планетарною і була вбудована в картер маховика, перша передача була звичайною, друга — гірською, обидві активувалися педалями на підлозі, також окремою педаллю активувався задній хід. Серед інших ласощів — гальма всіх коліс, вентилятор мотора включався автоматично по досягненню критичної температури (це сьогодні звичайна фішка), коробчата рама - до речі, споряджене шасі великої машини без кузова важило півтори тонни.
Як і всі виробники шикарних автомобілів, Карл Майбах поставляв своїм замовникам тільки шасі, а кузови можна було замовити у фірм Auer, Josef Neuss, Franz Papler & Sohn або, як в більшості випадків, у фірми Spohn. Щоб купити таку машину, треба було повний візок грошей - в буквальному сенсі слова, оскільки тоді в Веймарській Німеччині була сильна інфляція. Але, тим не менше, автомобіль пробув у виробництві до 1928 року, їх зуміли продати цілих 305 штук.

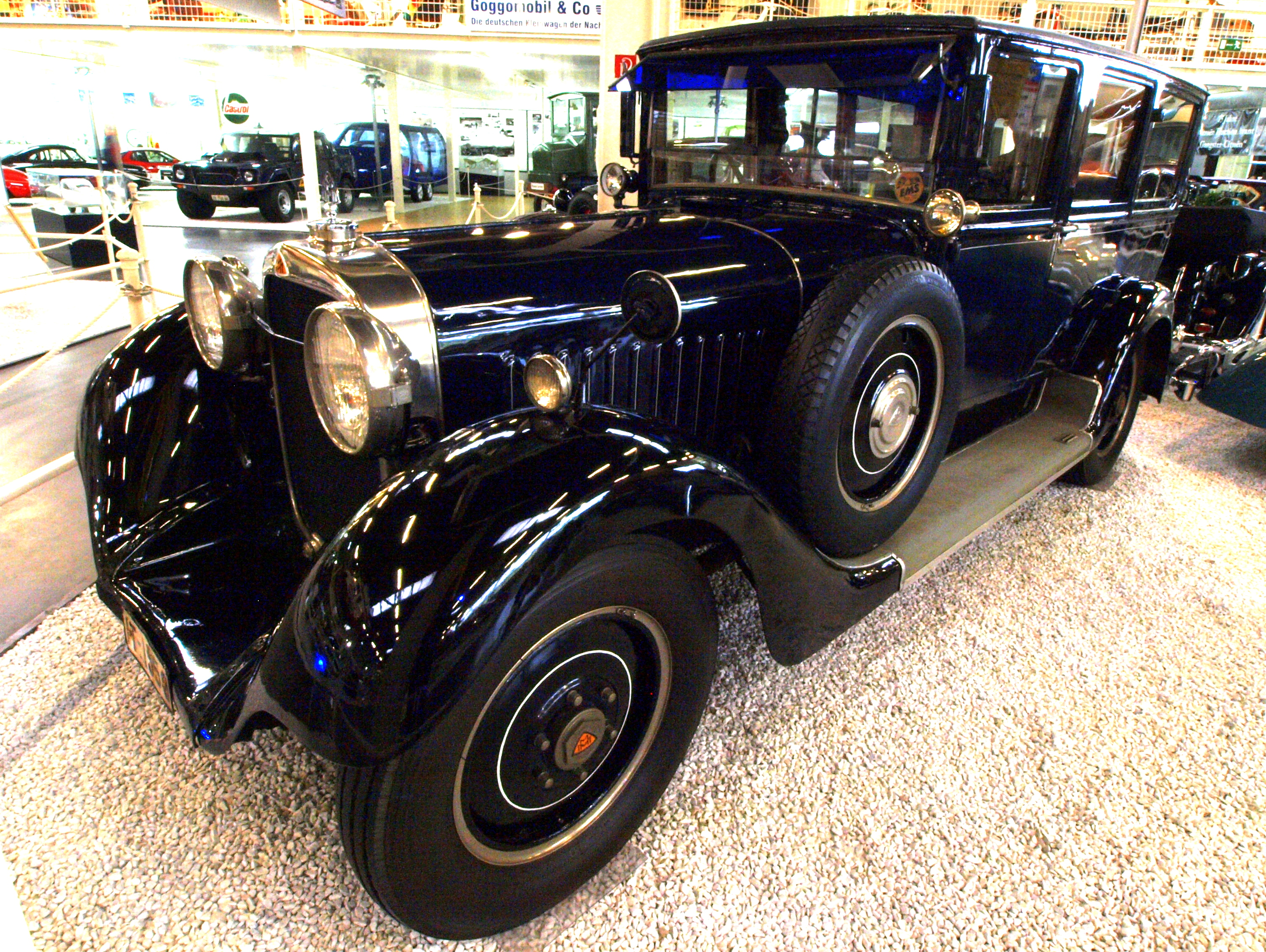
Maybach W5 SG 27/120PS Pullman-Limousine

У 1926 Майбах готує потужнішу 7-літрову версію. 120-сильний мотор встановлюють на колишні шасі, машина отримує назву W5 27/120PS. У 1928 році інженери вирішили оснастити машину планетарним двошвидкісним редуктором. В результаті машина отримала вже 4 передачі, плюс задня. Такі машини отримали приставку SG (Schnellgang — швидка передача). Багато клієнтів просили встановити такі і на свої до цього випущені автомобілі. W5 протримався на конвеєрі до 1929 року, всього зійшло зі стапелів 248 таких автомобілів.

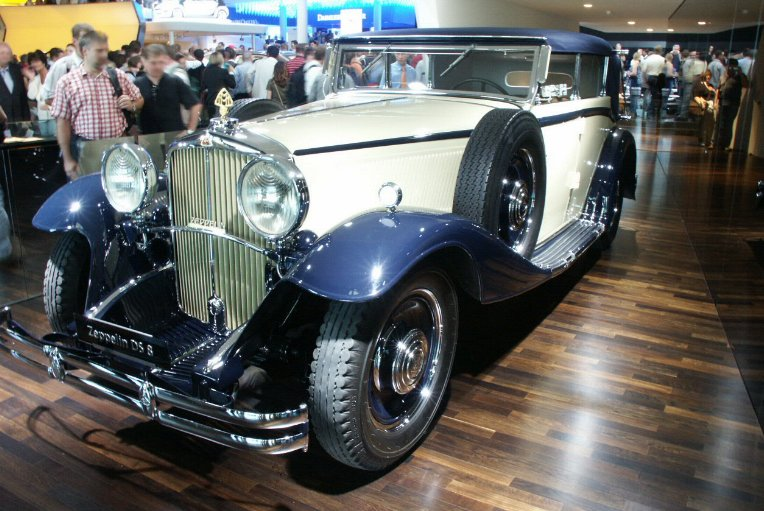
Maybach DS8 Kabriolet

1929 рік приніс і радощі, і прикрощі. У 1929 головною подією спочатку стала поява 12-циліндрової моделі — Maybach Type 12. Машина оснащувалася новим шасі, на який був змонтований 7 л двигун V12, який видавав 150 к.с. Головка двигуна була виготовлена з алюмінієвих сплавів, коробка передач була 3-ступінчастою, але редуктор був 2-швидкісним, що разом давало 6 передніх передач і 2 задні. Коробка передач управлялася за допомогою вакууму: водій вибирав передачу з підкермових важелів, відпускав педаль газу, система вмикала передачу і можна було далі тиснути гашетку газу. Машина змінила зняту з виробництва W5 SG.
Однак кінець року був затьмарений: 27 грудня Вільгельм Майбах застудився, організм 83-річного старого не зміг чинити опір, і через 2 дні він помер від ускладнень, викликаних пневмонією.

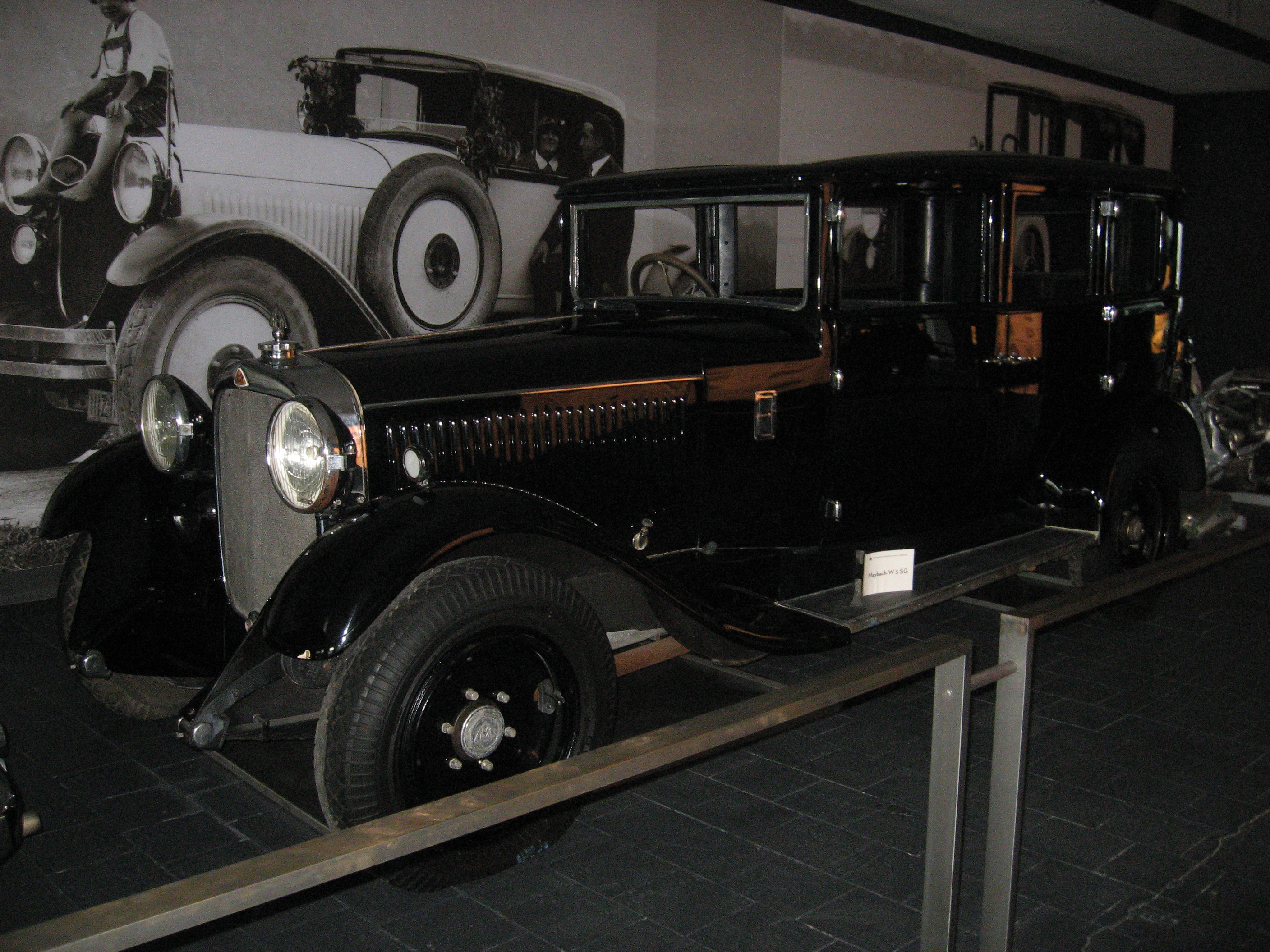
Maybach W6 SG Kabriolet

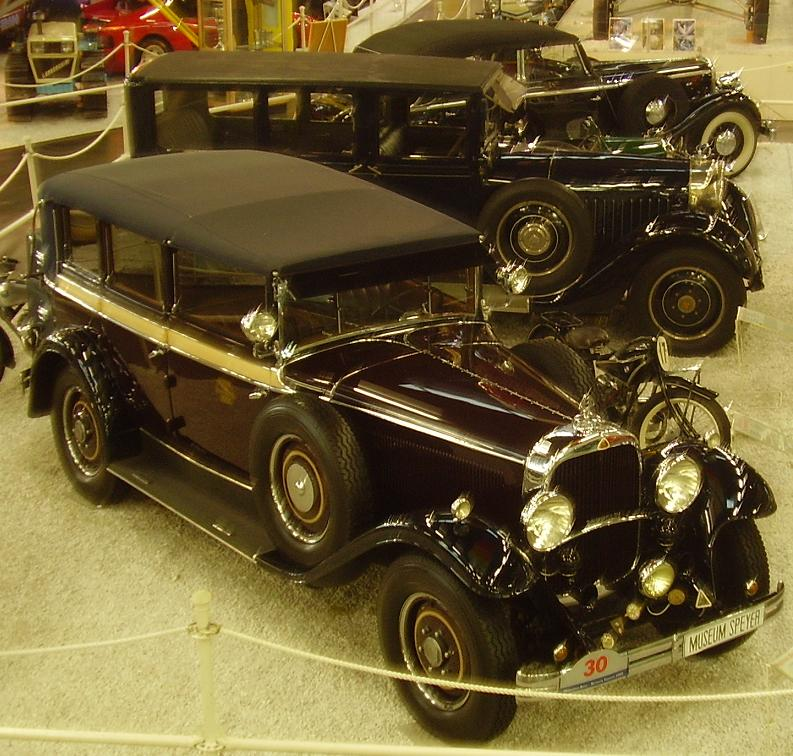
Maybach DS7

Тим часом Карл вирішує відновити виробництво 6-циліндрових автомобілів, і починається виробництво серії W6, яка оснащується тою ж 7-літровою рядною 6-кою, потужністю 120 к.с., однак встановленою на нових шасі, а також комплектується коробкою передач від 12-циліндрової машини.
Влітку 1930 року Карл Майбах вирішує перейменувати 12-циліндрову модель в DS7 Zeppelin, де букви DS означають Doppel-Sechs («Подвійна шістка»), цифра 7 — об'єм мотора, ну а «Цепелін» — на честь навколосвітньої подорожі Гуго Еккенера на дирижаблі LZ-127 «Graf Zeppelin», на якому було встановлено 5 двигунів, виготовлених фірмою" Maybach".
Автомобіль устатковувався одометром, спідометром, покажчиком рівня палива (135 л, між іншим), годинником з 8-денним заводом, датчиком температури охолоджуючої рідини, датчиком тиску масла, вакуумметром для сервоприводу гальм, пуском стартера з кнопки, чотирма вбудованими домкратами і невеликим компресором для накачування шин. Не дивлячись на те, що маса машини могла досягати 3-х тон (для управління нею потрібні були права водія вантажної машини), деякі варіанти розвивали швидкість в 170 км/год.
Після перейменування 12-циліндрової моделі на її базі з'явилася ще одна 6-циліндрова модель, яка отримала назву DSH — Doppel-Sechs-Halbe («Половина подвійної шістки»). Вона оснащувалася рядною 6-кою об'ємом 5.2 л і потужністю 130 к.с.. Передбачалося, що ця найдешевша машина буде користуватися підвищеним попитом, але в підсумку все виявилося навпаки - основним замовником цієї машини стали державні структури; наприклад, Йоахім фон Ріббентроп їздив на такій машині.
У підсумку DSH, який випускали до 1938 року, було випущено 34 штук, а W6, які вироблялися до 1936 року, були продані в кількості 90 штук.
У 1931 з'являється подовжений варіант W6 і DS7, заодно публіці показується 8-літрова нова модель — DS8, яка розвиває 200 к.с..
Ця машина була найдорожчою німецькою машиною, заткнувши за пояс «Мерседес-Бенц», однак при цьому машина була втричі дешевшою Bugatti Type 41 Royale, яка коштувала 100 тисяч марок.

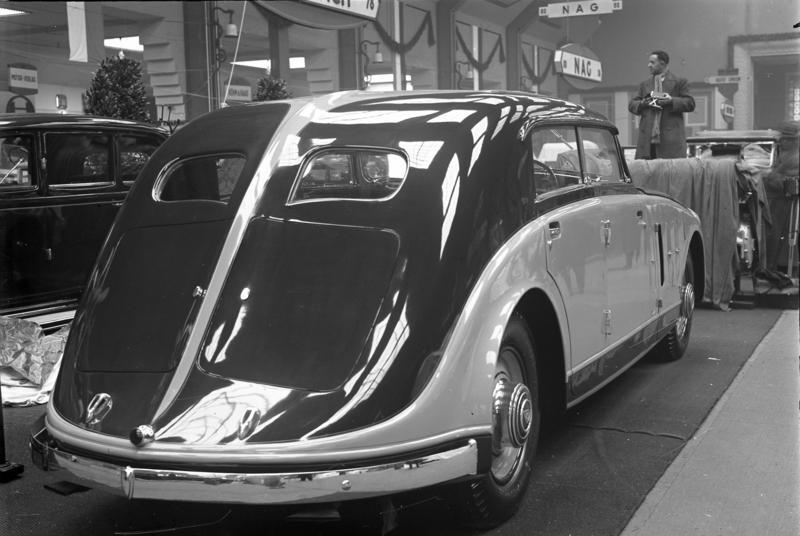
Maybach DS8 Stromlinien-Limousine Spohn

Влітку 1932 року фірма шокувала відвідувачів виставки в Берліні, на якій був виставлений так званий «стрімкий Цепелін». Люди звикли бачити солідні машини в манірному вигляді, а тут перед очима постав здоровенний «спортивний» лімузин.
Обтічний кузов дозволяв важкому лімузину розвивати на 10-15 км/год більше, ніж машині з класичним дизайном, досягаючи 165 км/год, витрата же палива була приблизно на 25 % нижче, ніж у класичних авто, які споживали в середньому 28 л/100 км.
Запасні колеса ховалися в нішах, вбудованих в передні крила, також були приховані валізи, які розташовувалися в закритих полицях, вбудованих в задню стінку. Серію DS7/DS8 випускали до 1939 року, обидві моделі були продані в кількості 183 штук, з них DS8 — 25 примірників, оскільки машина коштувала як кілька десятків Opel Kadet.

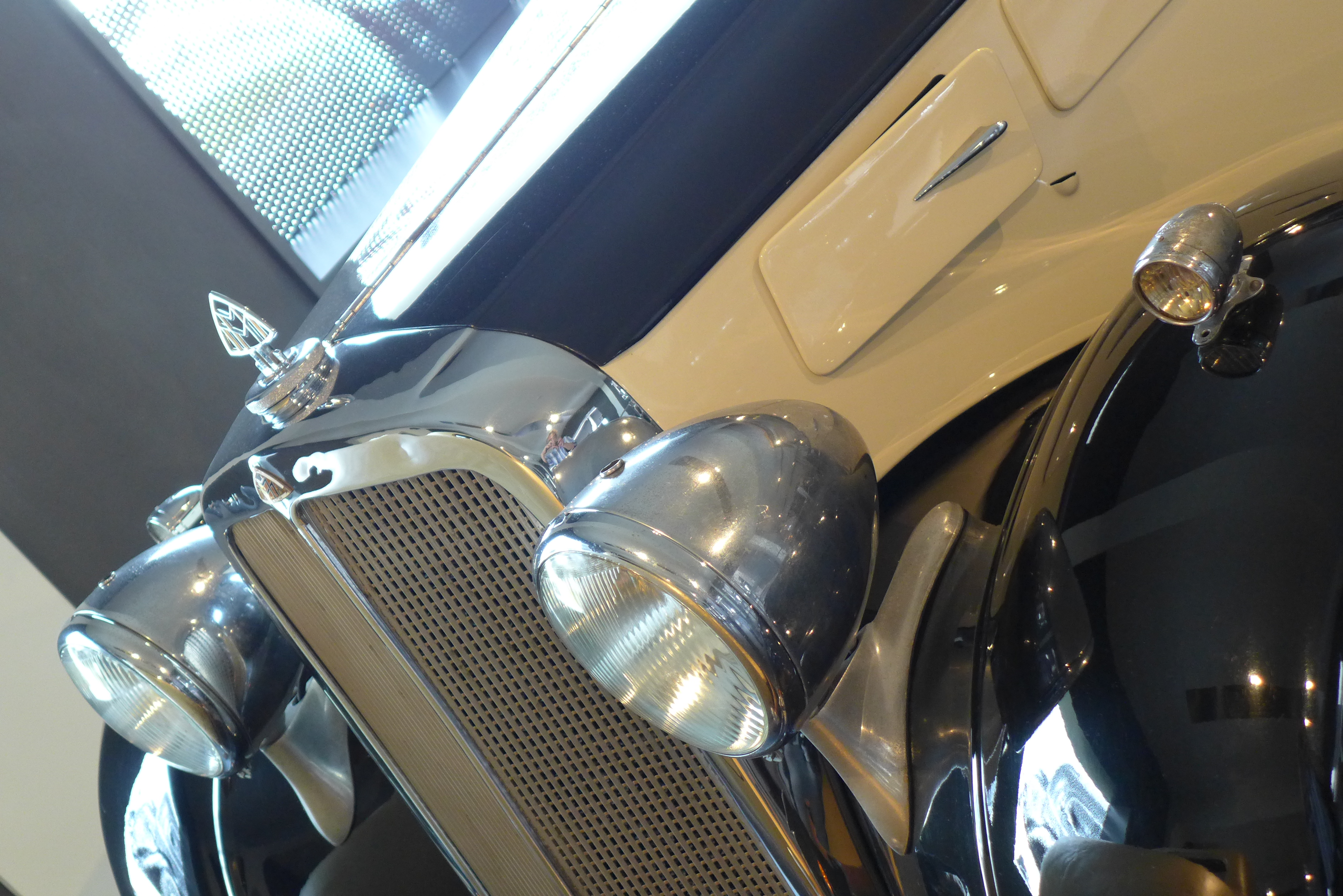
Maybach SW35 Limousine Spohn

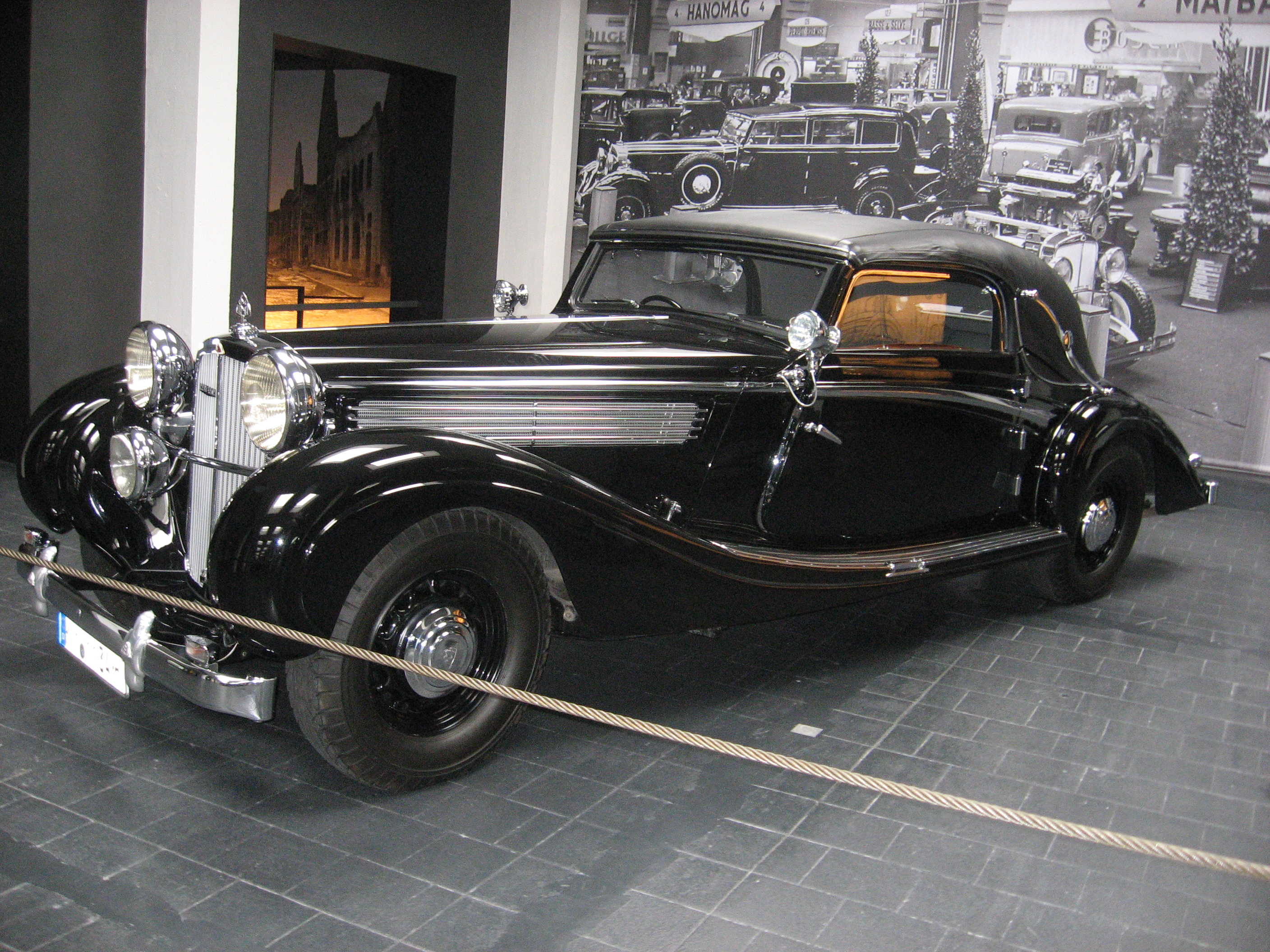
Maybach SW38 Kabriolet Spohn

У 1935 Карл вирішує випустити серію машин, яка б конкурувала з «Хорьхом» та «Мерседесами» середнього класу. У підсумку з'являється модель з незалежною підвіскою всіх коліс і мотором об'ємом всього 3.4 л. Машина називалася SW35 («SW» — від Schwingachswagen — «Хитні осі»). При скромному об'ємі мотора цей автомобіль видавав 140 к.с., що було більше, ніж у 8-циліндрових «Хорьх 951» або «Мерседеса 540К» (компресор у «Мерседеса» міг бути задіяний дуже короткий час). Прем'єра цього автомобіля також пройшла під знаком Stromlinen, кузов автомобіля був підготовлений Полем Яраєм, фахівцем в галузі аеродинаміки.
Однак 35-ка випускалася рівно рік, і звичайно в класичному вигляді, хоча є дані, що було побудовано два «штромлінієна» для оперної співачки і боксера.
B 1936 на ці шасі встановили більший мотор, об'ємом в 3.8 л, правда, потужність залишилася такою ж — 140 к.с.
Ця досить масова машина отримала індекс SW38 і випускалася до 1939 року, коли її змінив варіант з такою ж потужністю, але вже збільшений в об'ємі до 4.2 л - відповідно, машина отримала індекс SW42. У підсумку було продано 707 автомобілів моделі SW35/38 і 133 — SW42, які випускалися до 1941 року. Ці машини в перші роки Другої світової війни випускалися переважно для бонз Третього Рейху: 42-і «Майбахи» були у Йозефа Геббельса, у генерала фон Бломберга (начальник генерального штабу) і у рейхсміністра транспорту Дорпмюллера.
У 1938 році на шасі SW38 на замовлення фірми Fulda був побудований обтічний автомобіль. Кузов побудувала фірма Dörr & Schreck. Автомобіль міг розвивати швидкість в 200 км/год (базова машина обмежувалася 140 км/год), і «Фулда» тестувала гуму, що підходила б для цих швидкостей, проте експеримент припинили через війну, що почалася. Хоча машина вціліла під час бомбардувань, вона була розбита кимось із офіцерів під час покатушок.

### Припинення виробництва автомобілів

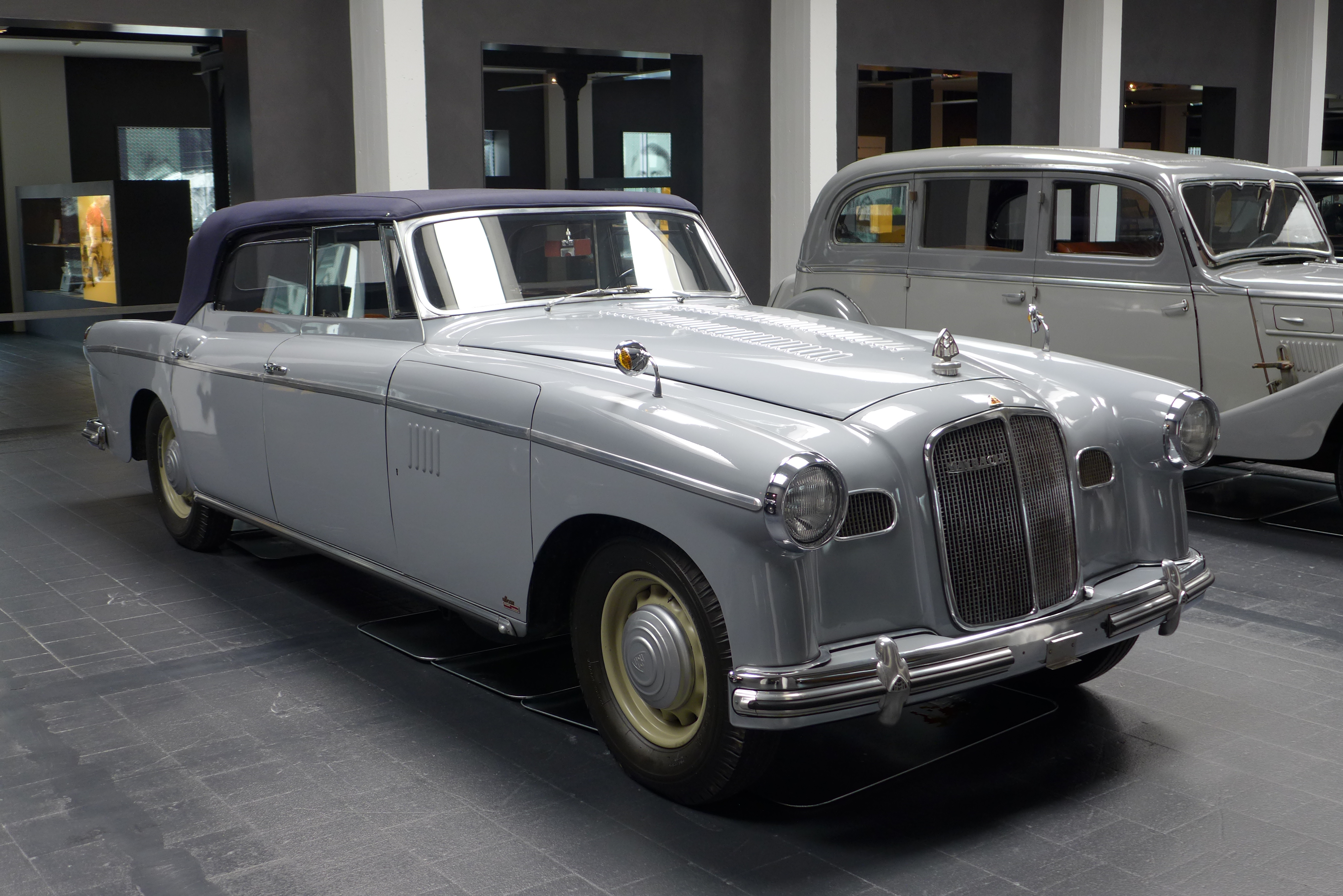
Maybach SW38 Kabriolet Spohn 1938 року з кузовом 1948 року

Серійне виробництво автомобілів зупинилося в 1941 році. Під час війни фірма випускала двигуни для німецьких танків «Тигр» і «Пантера». Завод сильно постраждав в ході бомбардувань 1944 року, а після капітуляції Німеччини доктор Карл Майбах був заарештований і інтернований у Францію, де "спокутував свої гріхи", допомагаючи  французьким інженерам.
Після війни фірма відновила виробництво двигунів, переважно для суден, вантажівок марки Horch та інших потреб. Карл Майбах розумів, що час дорогих машин пройшов, проте, тим не менш, машини, які були досить прогресивні технічно 15 років тому, не були відсталими і в новий час, так що на шасі довоєнних автомобілів, що вижили після війни, кузовні фірми стали встановлювати сучасні кузови. Було побудовано з десяток нових кузовів. Замовив собі новий кузов на старому шасі і сам Карл Майбах, було це в 1957 році.

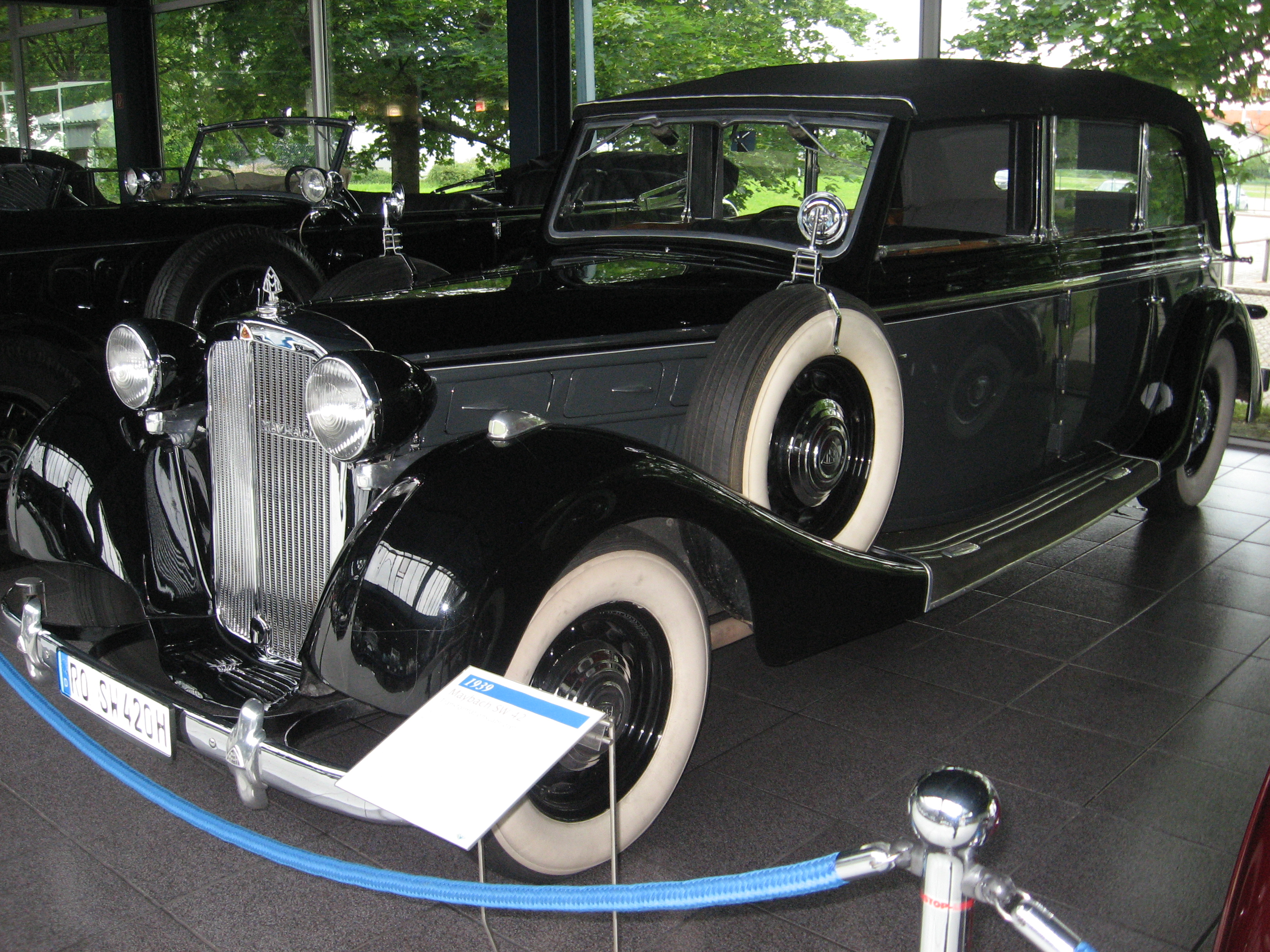
Maybach SW42 Limousine

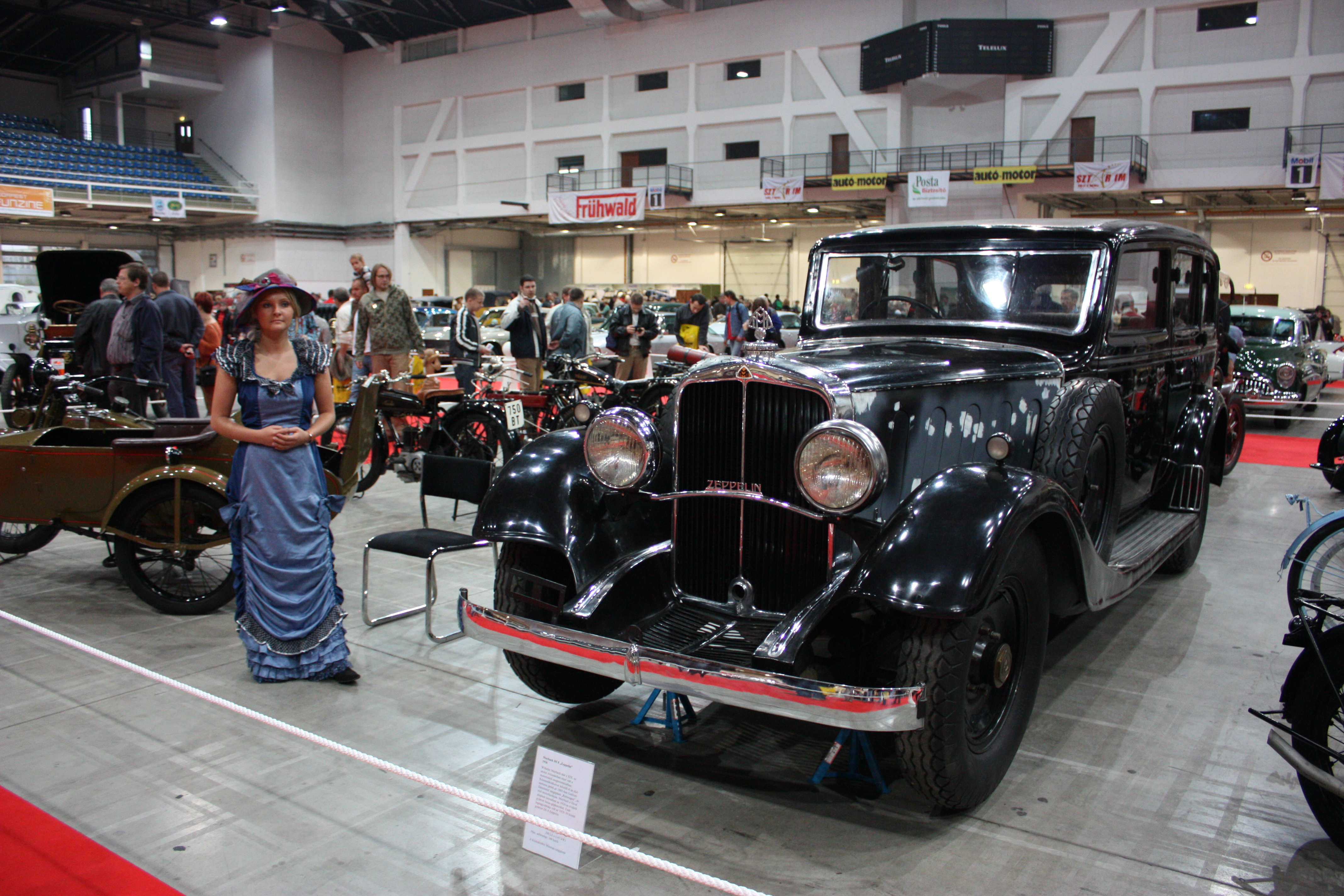
Maybach DS8 Pullmann-Limousine

Ще в 1952 році фірма Daimler-Benz AG почала поступово скуповувати акції компанії Maybach-Motorenbau GmbH. В 1960 році помирає Карл Майбах, і його компаньйон, Жан Ребель, який стояв біля керма компанії з 1949 року, продає контрольний пакет акцій Daimler-Benz AG. Фірма була перейменована в Maybach Mercedes-Benz Motorenbau GmbH, Ребель стає членом правління реорганізованої компанії. В 1969 році компанію знову реорганізували і перейменували в Motoren- und Turbinen-Union Friedrichshafen GmbH, під цією назвою компанія існує і сьогодні. А ось для народження свого нового дітища концерн Chrysler-Daimler AG повинен був заснувати нову компанію, яку назвали Maybach-Manufaktur, яка і стала випускати улюблениць китайських мільйонерів — Maybach S57, S62 та їх модифікації.
Що стосується справжніх «Майбахів», що не були побудовані на базі масових «Мерседесів», то їх було побудовано за 20 років всього близько 1750 штук. Багато було втрачено під час війни, а деякі були знищені вже в СРСР. В результаті збереглося до наших днів менше 10 % з випущених автомобілів, а саме — 152 штуки.

## Сучасний Майбах
Подвійна назва автомобіля Mercedes-Benz Maybach склалася не випадково. Це і традиційна перевага «автомобілів з трипроменевою зіркою», і данина пошани генієві автомобілебудування Вільгельму Майбаху, який розробив перші автомобілі Daimler і чиє ім'я носив найшикарніший лімузин Німеччини 1930-х років, — легендарний Maybach.

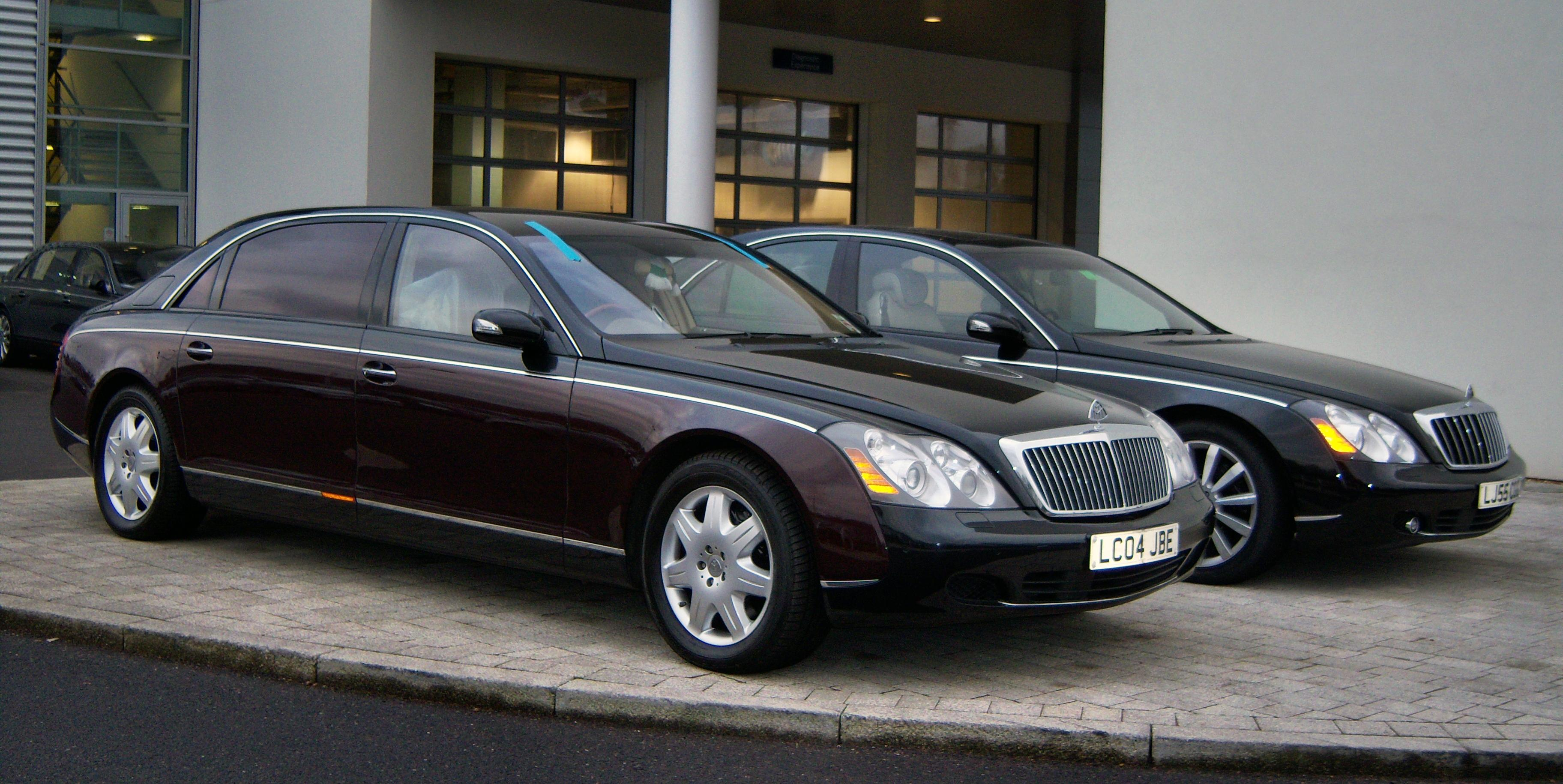
Maybach 57 і 62

Сучасний Maybach існує у двох варіантах — стандартний Maybach 57 завдовжки 5,72 м і подовжений до 6,16 м Maybach 62. Обидві моделі оснащено двигуном Maybach Type 12 (405 кВт/550 к.с.), який управляється мікрокомп'ютером і зроблений зі сплавів алюмінію і магнію. Робочий об'єм — 5,5 л, обертальний момент 900 Нм. Автомобіль обладнаний всією мислимою електронікою і просто всіяний технічними новинками. Красиві форми, розкішний дизайн - Maybach з гідністю відстоює репутацію люксового автомобіля. Вартість Maybach в базовій комплектації: 472 000 євро за Maybach 57, 679 000 євро за Maybach 62, а за Maybach 62 S Landaulet доведеться викласти близько 728 000 євро (ціни приведені на 07.10.2009 р.). Maybach — це ексклюзив, попит на такі машини у вдалі роки завжди випереджає пропозицію. Проте, у зв'язку з кризою продажі різко впали, і в 2012 році компанія була ліквідована через низькі продажі авто.

## Продажі
Після 2002 року було продано понад 2000 автомобілів цієї марки, більше половини продажів прийшлося на США.
| Рік           | 2003 | 2004 | 2005 | 2006 | 2007 | 2008 | 2009 | 2010 |
| Продажі в США | 166  | 244  | 152  | 146  | 156  | 119  | 66   | 63   |

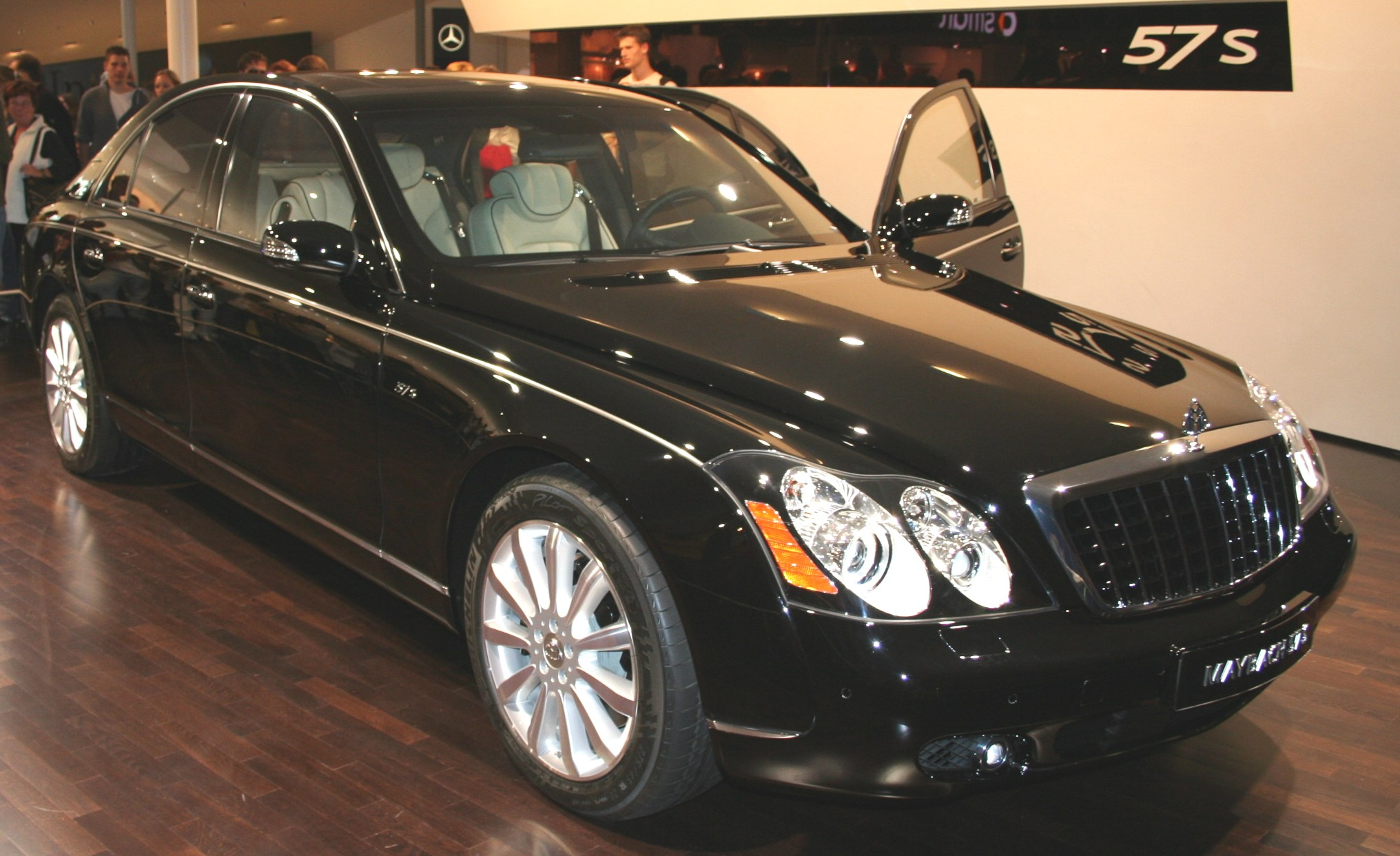
Maybach 57S
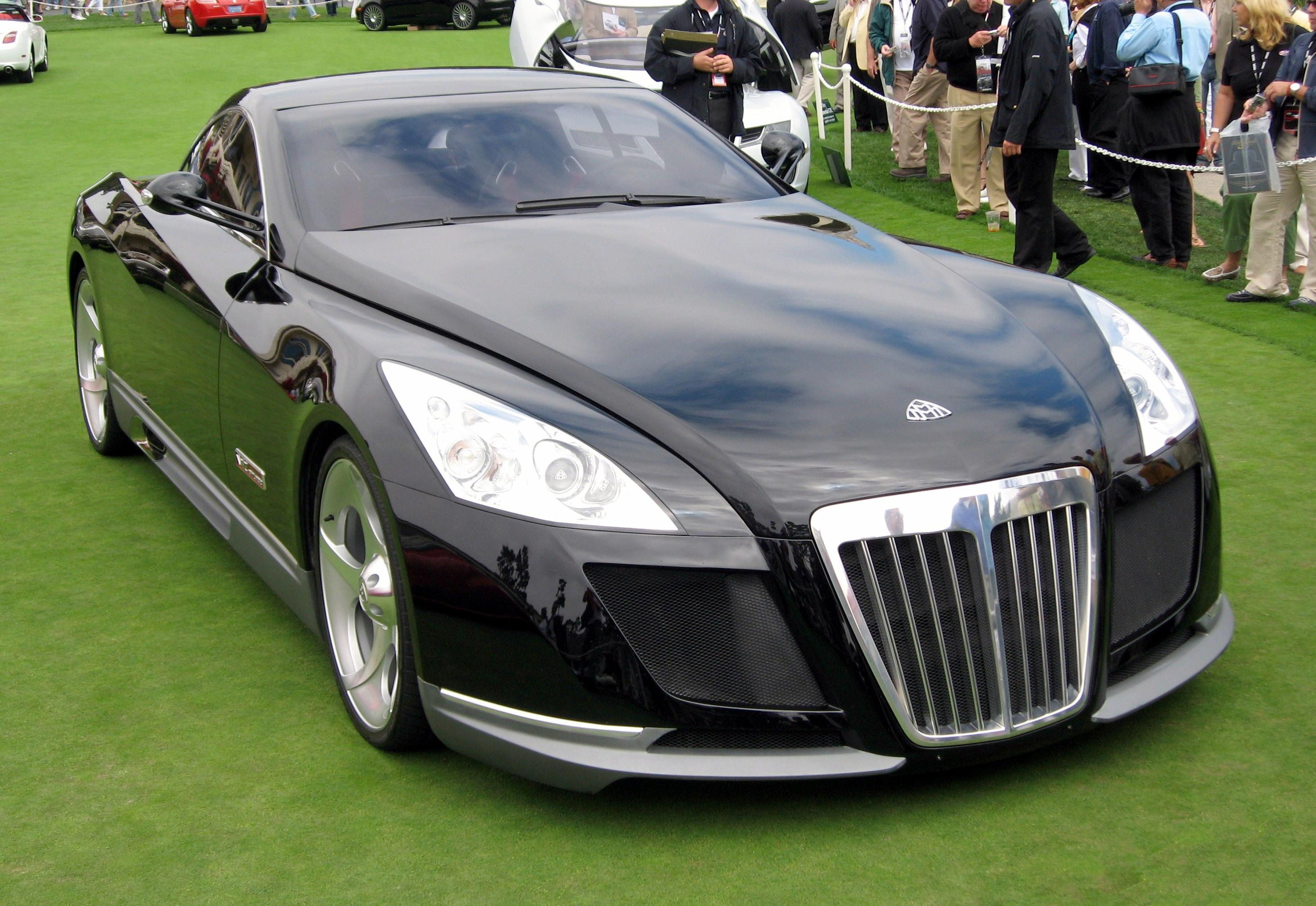
Excelero

## Ціни
Ціни на автомобілі Майбах у 2009 році.
- Maybach 57 — $ 344,000
- Maybach 57 S — $ 381,000
- Maybach 62 — $ 394,000
- Maybach 62 S — $ 430,000
- Maybach Landaulet — € 900,000 ($ 1,350,000)
- Maybach 57 Zeppelin — € 406,000 ($ 580,000)
- Maybach 62 Zeppelin— € 473,200 ($ 677,000)[1]

## Галерея

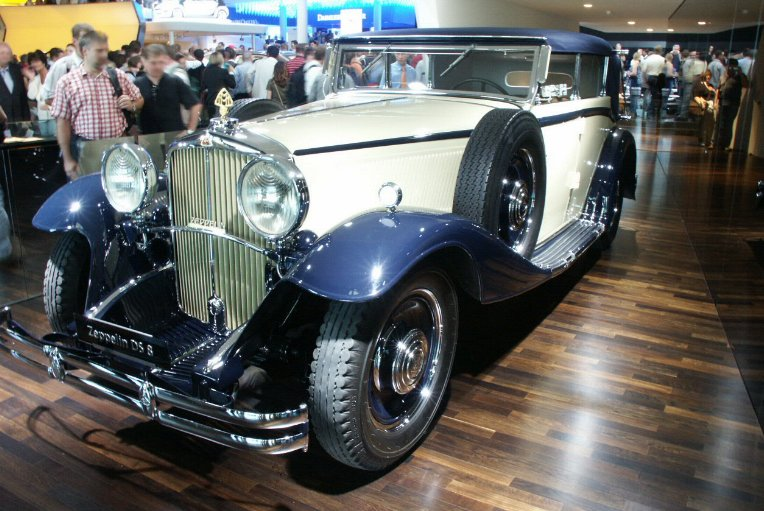
Maybach Zeppelin
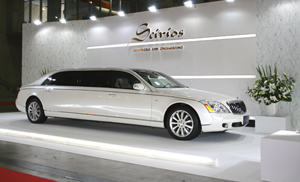
Лімузин на базі Maybach 62 S
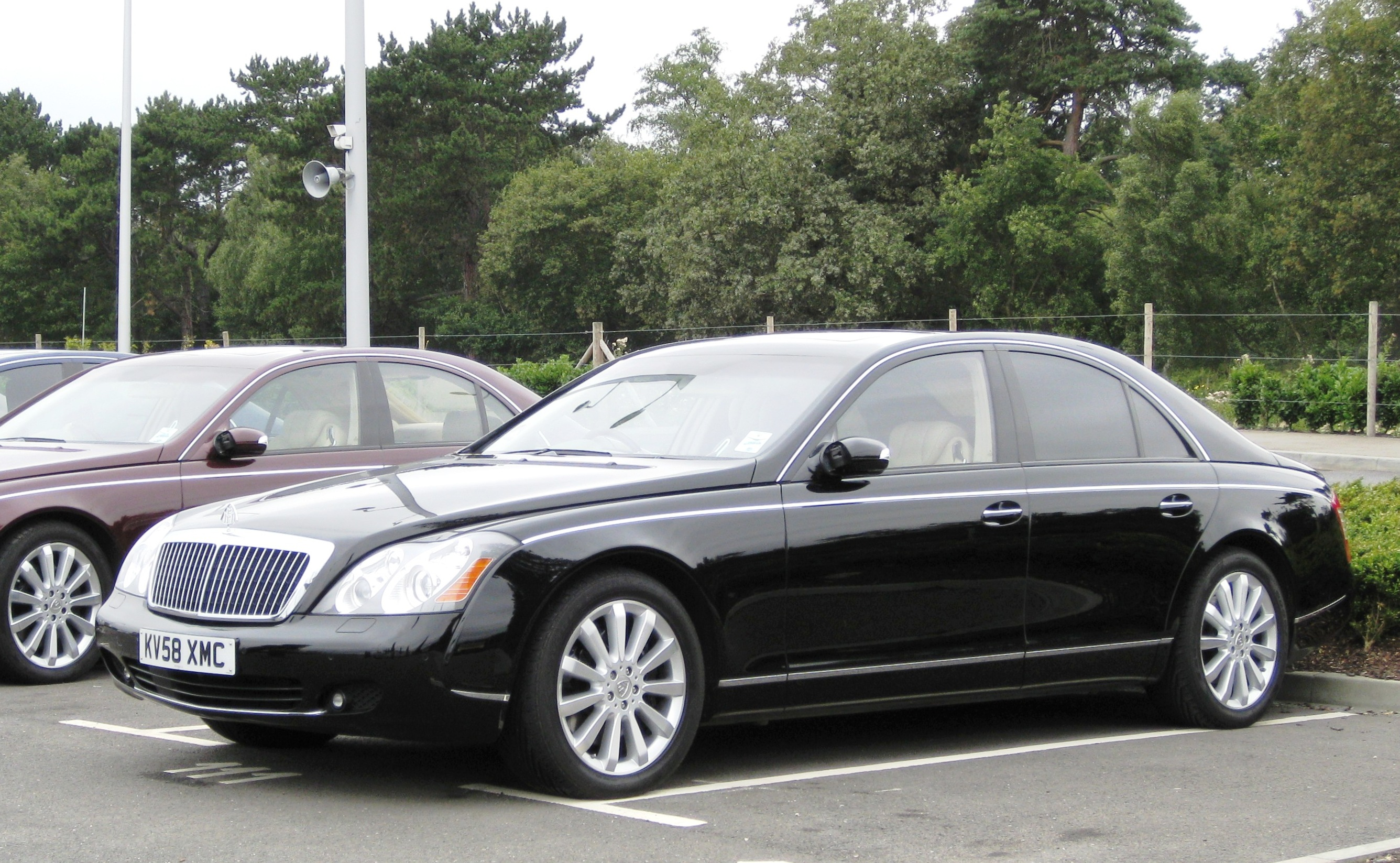
Maybach 57
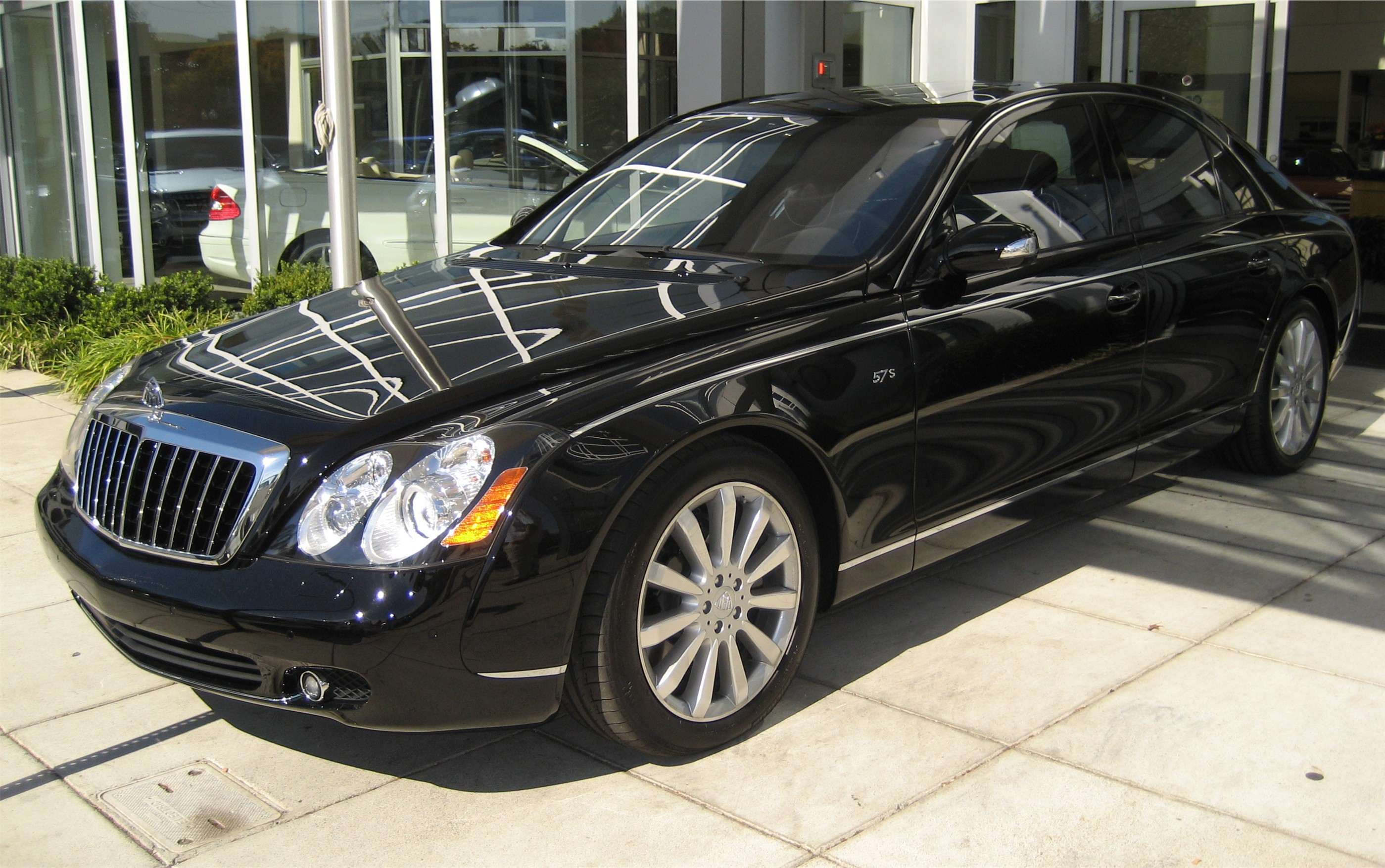
Maybach 57S
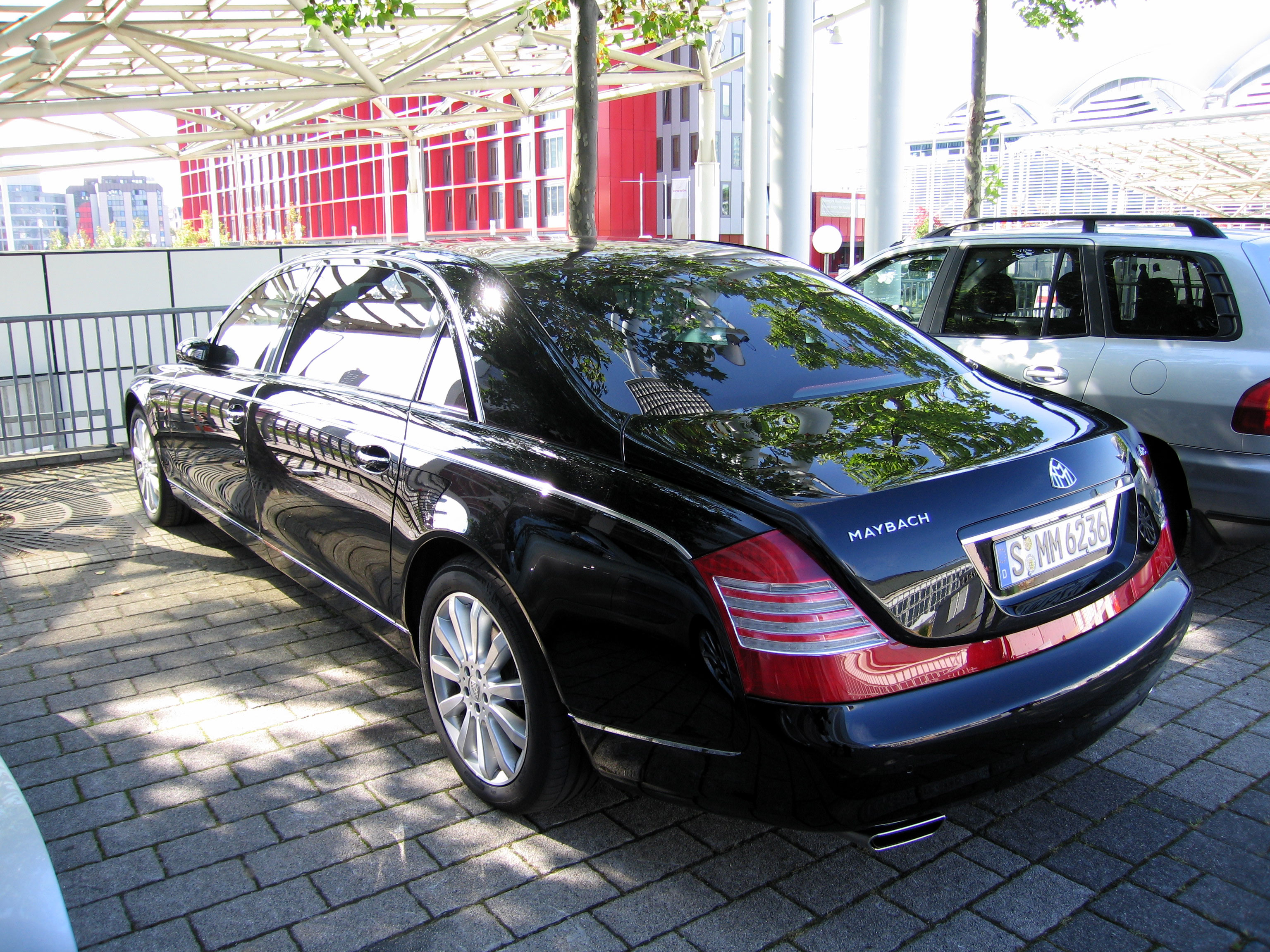
Maybach 62
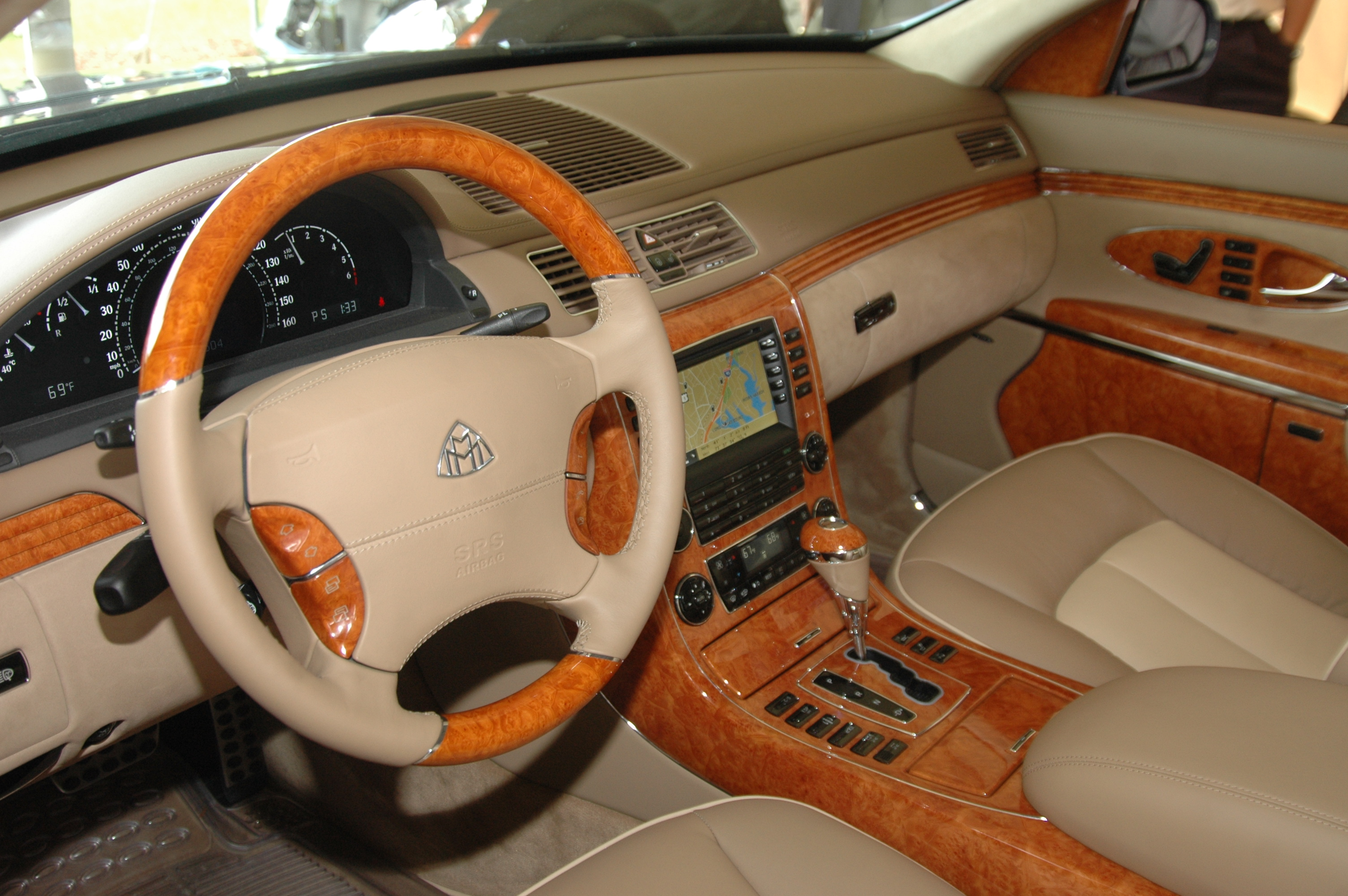
Салон Maybach 62
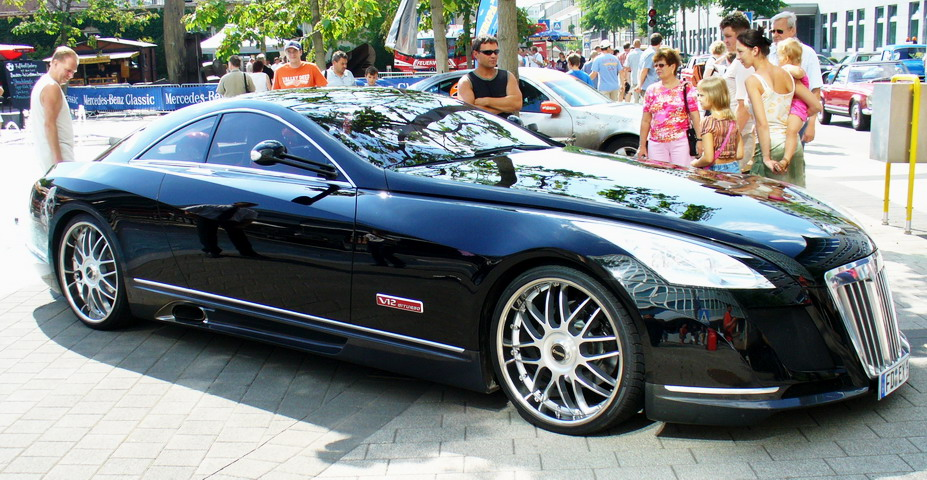
Maybach Exelero
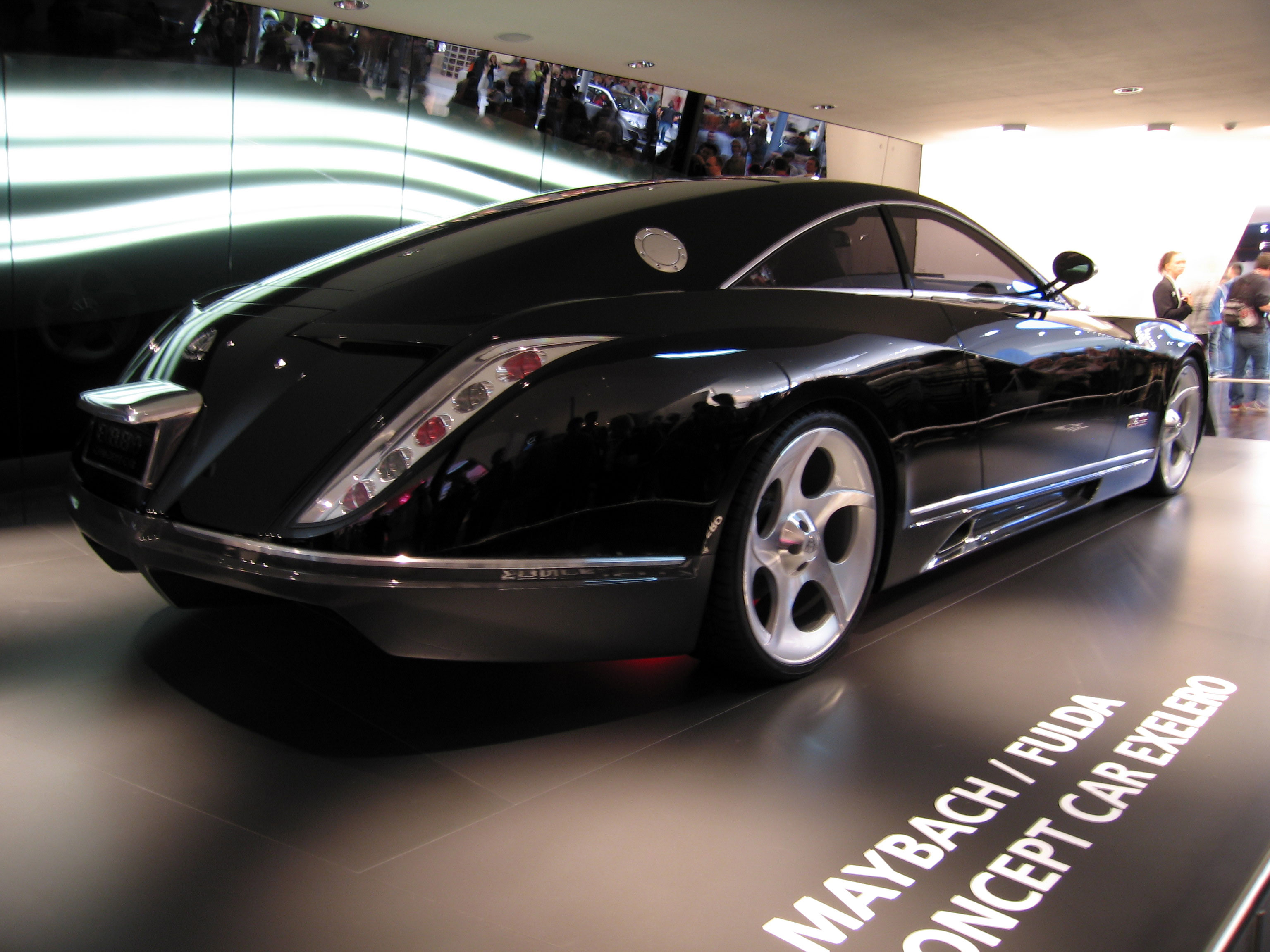
Maybach Exelero
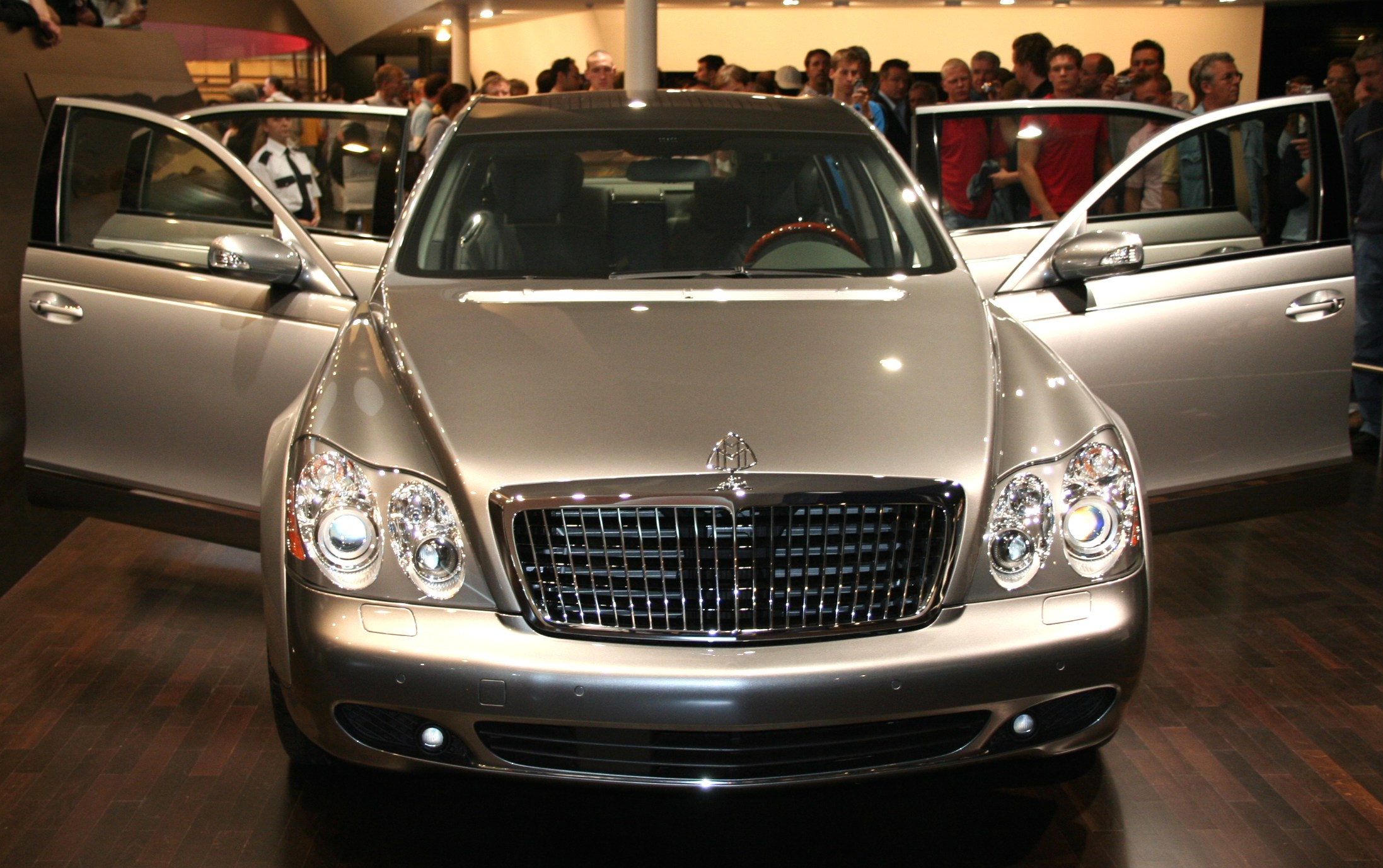
Maybach 62
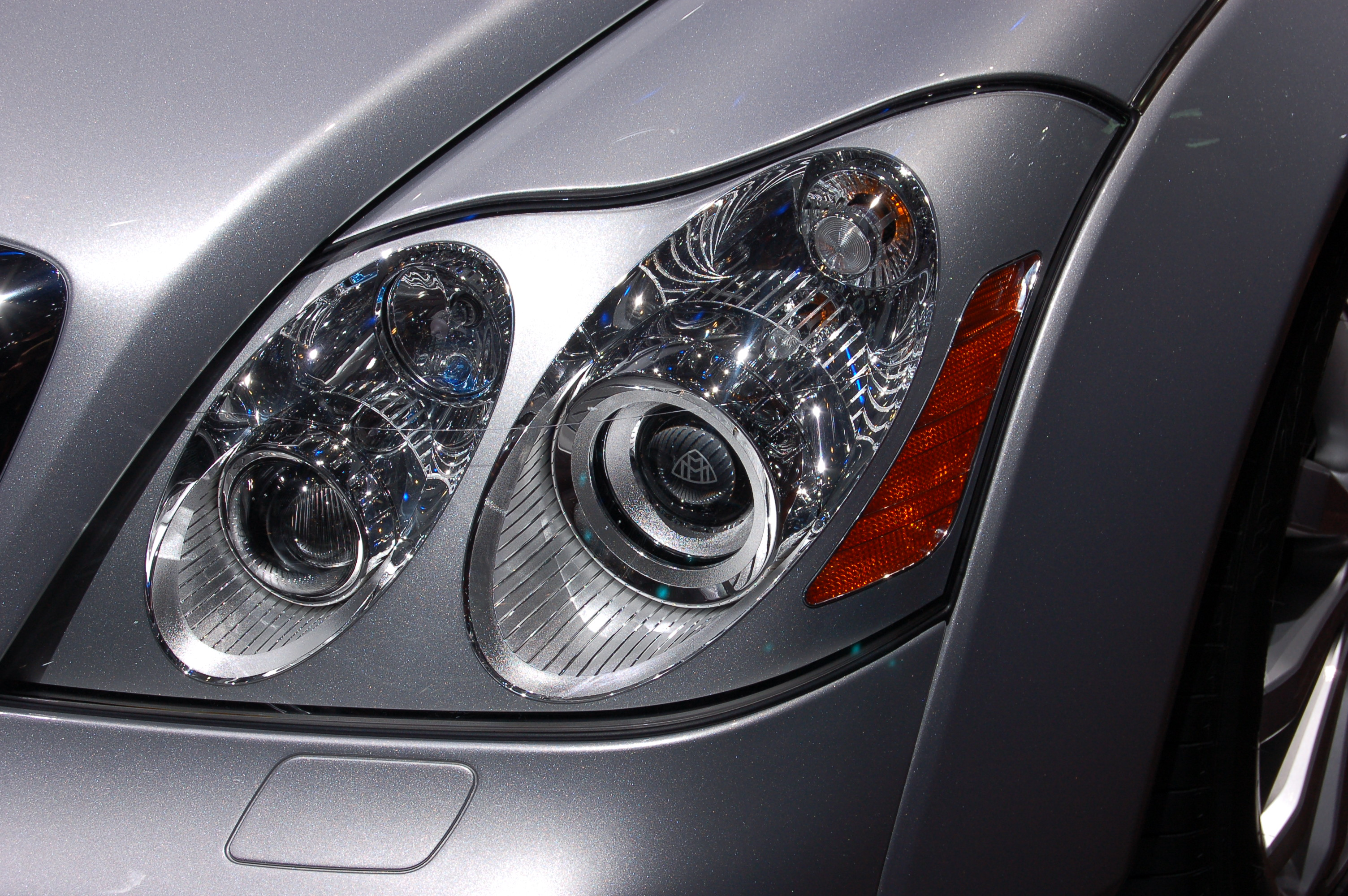
Оптика Maybach

## Список автомобілів Maybach

### До 1945 року
- 1919 — Maybach W1
- 1921 — Maybach W3
- 1926 — Maybach W5
- 1929 — Maybach 12
  - Maybach W6
- 1930 — Maybach DSH
- 1930 — Maybach DS7 Zeppelin
- 1931 — Maybach DS8 Zeppelin
- 1935 — Maybach SW35
- 1936 — Maybach SW38
- 1939 — Maybach SW42

### Двигуни
- Maybach HL120
- Maybach HL116
- Maybach HL210
- Maybach HL230

### Після 2002 року
- 2002 — Maybach 57 і 62
- 2005 — Maybach Exelero
- 2005 — Maybach 57S
- 2006 — Maybach 62S
- 2007 — Maybach 62 Landaulet
- 2009 — Maybach 57 Zeppelin
- 2009 — Maybach 62 Zeppelin